# Pobè
 (mai 2025).
La mise en forme du texte ne suit pas les recommandations de Wikipédia : il faut le « wikifier ».
Les points d'amélioration suivants sont les cas les plus fréquents. Le détail des points à revoir est peut-être précisé sur la page de discussion.
- Les titres sont pré-formatés par le logiciel. Ils ne sont ni en capitales, ni en gras.
- Le texte ne doit pas être écrit en capitales (les noms de famille non plus), ni en gras, ni en italique, ni en « petit »…
- Le gras n'est utilisé que pour surligner le titre de l'article dans l'introduction, une seule fois.
- L'italique est rarement utilisé : mots en langue étrangère, titres d'œuvres, noms de bateaux, etc.
- Les citations ne sont pas en italique mais en corps de texte normal. Elles sont entourées par des guillemets français : « et ».
- Les listes à puces sont à éviter, des paragraphes rédigés étant largement préférés. Les tableaux sont à réserver à la présentation de données structurées (résultats, etc.).
- Les appels de note de bas de page (petits chiffres en exposant, introduits par l'outil «  Source ») sont à placer entre la fin de phrase et le point final[comme ça].
- Les liens internes (vers d'autres articles de Wikipédia) sont à choisir avec parcimonie. Créez des liens vers des articles approfondissant le sujet. Les termes génériques sans rapport avec le sujet sont à éviter, ainsi que les répétitions de liens vers un même terme.
- Les liens externes sont à placer uniquement dans une section « Liens externes », à la fin de l'article. Ces liens sont à choisir avec parcimonie suivant les règles définies. Si un lien sert de source à l'article, son insertion dans le texte est à faire par les notes de bas de page.
- La présentation des références doit suivre les conventions bibliographiques. Il est recommandé d'utiliser les modèles {{Ouvrage}}, {{Chapitre}}, {{Article}}, {{Lien web}} et/ou {{Bibliographie}}. Le mode d'édition visuel peut mettre en forme automatiquement les références.
- Insérer une infobox (cadre d'informations à droite) n'est pas obligatoire pour parachever la mise en page.

Pour une aide détaillée, merci de consulter Aide:Wikification.
Si vous pensez que ces points ont été résolus, vous pouvez retirer ce bandeau et améliorer la mise en forme d'un autre article.
Pobè est une commune et une ville du sud-est du Bénin, préfecture du département de Plateau.

## Géographie

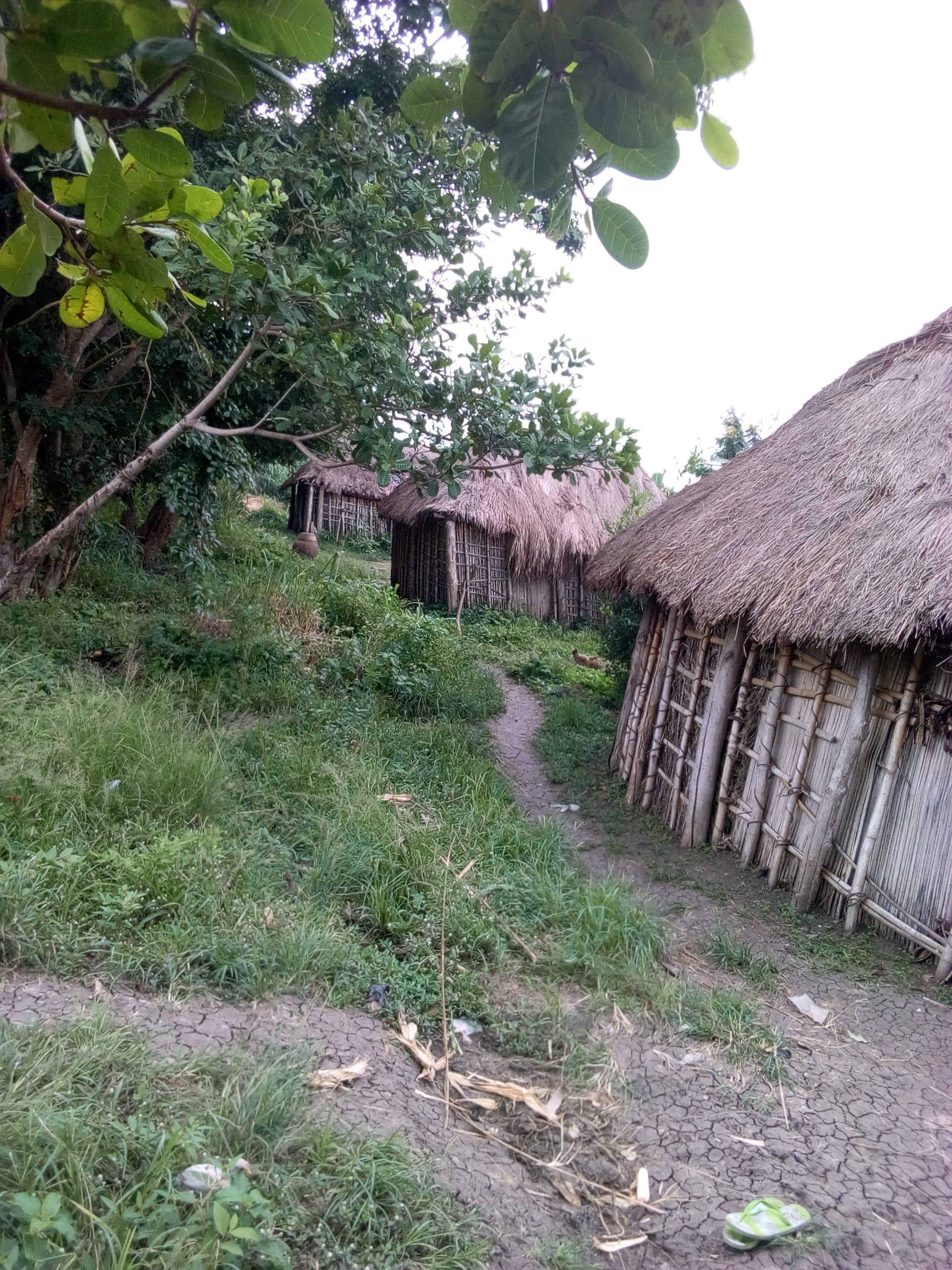
Habitations à Igana.

Pobè est localisé au Sud-Est du Bénin et au Centre-Est du département du Plateau à la limite frontalière avec le Nigeria. C'est une commune qui est limitée au Nord par la commune de Kétou, au Sud et à l’Ouest par celle d'Adja-Ouèrè et à l'Est par le Nigeria. Elle a une superficie de 400 km2, représentant 11% de la superficie du département et 0,46% de celle du Bénin.
La commune de Pobè est composée de 44 villages et quartiers de ville qui sont répartis dans cinq arrondissements dont un urbain (Pobè Centre) et quatre ruraux (Towé, Igana, Ahoyéyé, Issaba).

### Climat
Le climat de la ville est de type subéquatorial avec deux saisons de pluie et deux saisons sèches qui alternent.

### Relief
Pobè est situé dans une dépression médiane qui traverse tout le Bénin d’Ouest à Est, découpant la commune en deux zones orographiques : une zone de dépression (altitude 50 m) et une zone de plateau (sol hydromorphe à trois-quarts ferrallitique[Quoi ?])
La pédologie de la commune présente des gisements de calcaire, d’argile et de terre de barre dans l’arrondissement d’Issaba à Onigbolo.
Le réseau hydrographique présente des rivières à débit permanent que sont l'Irho, l'Itchèko, Itché, Iwin, Ebé, Idi et Ikpori.

### Faune et flore

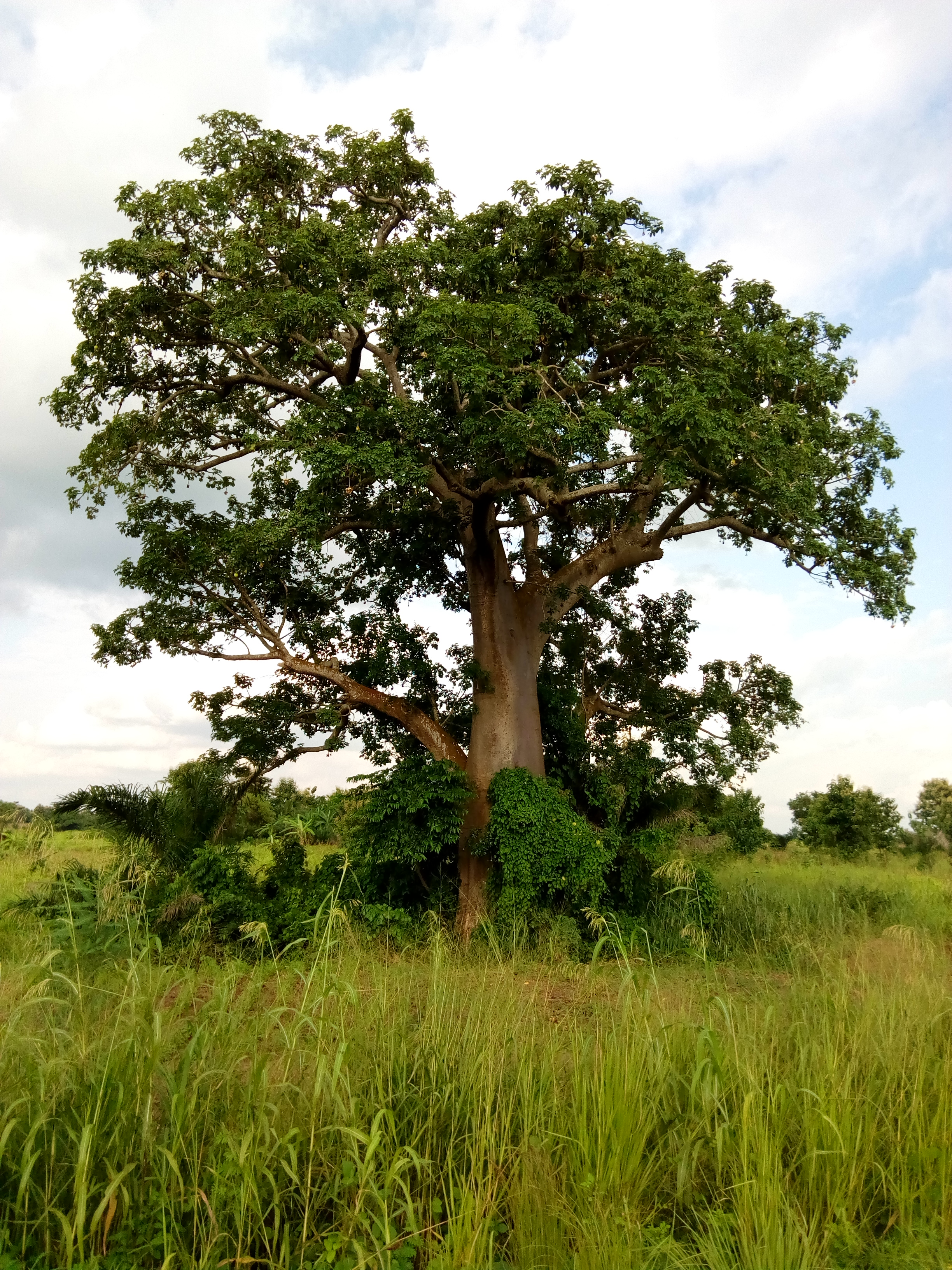
Baobab à Issaba.

La végétation est composée d'une savane arborée et de quelques îlots de forêts classées dans la dépression. Les variétés d'arbres présents sont le samba, le caïlcédrat, le fromager et de rares baobabs.

## Histoire
« Partie d’Oyo au milieu de la première moitié du onzième siècle, sous la conduite tutélaire de son ancêtre, le très vénéré mage Oranyan et un des fils aînés de ses nombreuses épouses, général de guerre, artiste et gestionnaire de la culture yorouba, nommé Tètou, cette tribu fonda le royaume de Pobè vers la première moitié du quinzième siècle de notre ère ». 
Les impondérables du cheminement ont donné naissance à plusieurs colonies de peuplement et escales, aux rangs desquelles il faut citer quelques importants asiles d’opportunité : 
-	au Nigeria : Ilé-Ifé, Ifèro, Issolo, Ilaro Ibèkou, Igoura, Ayamonmi ; 
-	à Kétou : Iroko-ogni, Obatèdo ; 
-	à Hollidjé : Éwan (Issaba), Arodjè, IgboIsso, Idi-oro, Abè-èkpè, Ido-ologou ; 
-	à Adja-Ouéré : Idi-ogo, Afacha, Iloussa, Igba-dodo, Idoda ; 
-	à Pobè : Élé, Égbé, Kouto, Issaroukou, Monta, Issolo (Pobè actuel). 
L’escale d’Ifèro fut marquée par le décès d’Oranyan et de Tètou. Dès lors, la gestion de la tribu échut à Adoumanchi, Inankankan et Adégo-olou, les petits frères et princes cadets du défunt souverain Tètou. 
Adoumanchi, Inan-Kankan et Adégoolou conduisirent le clan à Ibèkou, troisième escale : une contrée au sud-ouest du Nigeria, où ils moururent à leur tour. Avant sa mort, survenue à Ibèkou, Adoumanchi révéla à sa suite que la prochaine escale serait celle du site définitif, objet du choix de leur ancêtre Oranyan. Ayant la lourde charge et la responsabilité de la gestion du clan, il mit en œuvre une nouvelle méthode d’occupation des terres, qui permit à la tribu de se répandre. Sur les instructions du Fâ et des médiums d’Oranyan, désormais divinisé sous l’appellation d’Ohoundo, divinité propriétaire de l’espace de la cité et de la fécondité, symbolisée par un grand boa, il instaura la coutume stratégique de la séparation des princes. Le but était la conquête, par chacun d’eux, d’une vaste étendue de terre, conformément au rêve hégémonique de leur divin ancêtre Oranyan, qui fut un guerrier et un conquérant hors pair. Les princes, dont la maturité permettait le transport de la divinité, sont donc tous partis, chacun dans la direction qui lui convenait, en vue de la création de leur propre royaume, dans le respect de la vision d’Adoumanchi et des conseils du Fâ. 
Malgré cette innovation, les héritiers naturels de la mission sacrée (porter la malle contenant les reliques de la divinité Oranyan-Ohoundo) mouraient tous précocement. Pour remédier à ce drame, dévastateur pour la tribu royale, Adoumanchi décida également de recourir à une pratique du temps de ses géniteurs, en confiant dorénavant le portage du fardeau divin et du hamac du roi à des esclaves, titrés d’Aroutchékou (porteurs d’Itchékou, c’est-à-dire : « porteurs de squelette », sous-entendu du squelette de leur grand-père Oranyan et de son fils Tètou). Comme son nom l’indique, Ibèkou, cet autre asile d’opportunité, évoque un endroit où l’on conjure et sanctifie l’âme des défunts, dans le but de s’octroyer leur grâce divine pour éradiquer les décès, les épidémies et les calamités de tout genre. En effet, innombrables furent les dignitaires dont Adoumanchi, princes et notables, décédés et enterrés à Ibèkou : ce devint la bourgade de séparation, où la mort fut conjurée de ne plus sévir dans leurs rangs. 
La séparation historique des princes serait à l’origine de la fondation de la plupart des royaumes et chefferies traditionnelles des Yoroubas du sud-est du Bénin, en l’occurrence des royaumes d’Awori, Ibaïgnon, Ikpobè, Itchèdè, Ibaté, Modogan, Ikiti, Issolo (au Nigeria) etc., dont les fondateurs sont issus de la lignée patrilatérale d’Adoumanchi. Cependant, les lignées collatérales de ses frères, frères utérins ou cousins, pouvaient utiliser les patois/langues vernaculaires de la mère de chacun d’eux, ce qui explique les nuances qui différencient les patois couramment parlés au sein de ce peuple, dont le langage souche est le yorouba (nago). Ces peuples ont en commun ce patois nago. Tout en parlant différentes variantes de la langue yorouba, ils se comprennent entre eux parfaitement. 
La cohorte conduite par Inan-Kankan a fondé le royaume de Pobè et environs. Composée d’agriculteurs et de nomades, cette population avait pour activité complémentaire la chasse. 
Les rois de Pobè
- Inan-Kankan 
Frère et successeur d’Adoumanchi, il conduisit la tribu à l’escale d’Ayamonmi. Avant de mourir, il s’adressa au reste de sa suite, et leur déclara : « Voyez là-bas ce plateau, c’est bien là la terre prodige, choisie par feu notre père (Oranyan) et par Tètou, pour installer notre royaume prédestiné. Nous n’y sommes pas encore arrivés, mais nous devons nous y rendre ». Une des Dynastie de Pobè porte son nom aujourd’hui
Les prétendants au trône étant tous mineurs, la régence échut à la gent féminine pour une longue période.
- La Reine Élé (1486-1516)
Elle fut l’une des petites sœurs d’Inan-Kankan, et eut l’honneur et le privilège de conduire les pas des siens sur le site prémédité par leurs aïeux et par le Fâ, pour abriter le royaume de Pobè. Il s’agit du territoire que leur avait indiqué Inan-Kankan. Sous la conduite éclairée des devins chargés de la divinité, la reine et les siens s’en allèrent très loin dans la forêt, jusqu’aux pieds d’un grand arbre cosmogonique yorouba, appelé « ÉgiIla ». Au pied de cet arbre, la divinité s’immobilisa, car ses dévots s’y étaient agrippés, implorant à travers lui la bonté, la paix, la grâce et la bénédiction de la divinité et d’Olodoumaré, le créateur suprême, sur leur peuple.
Cette pause obligea Élè : elle y fit un arrêt rituel de seize jours, pour s’enquérir de la conduite à tenir auprès des génies. Consulté à cet effet, le Fâ confirma que l’escale de la divinité sous cet arbre témoignait de ce que ce site était bien celui recherché, celui du choix prémonitoire, prédestiné au bonheur et à la prospérité, dont les ancêtres Oranyan et Tètou avaient eu la vision pour fonder leur royaume. Le périple était fini.
La reine Élé a fondé Pobè l’ancien, le premier Pobè, sur ce site luxuriant et giboyeux d’Ahoyèyè, situé à l’est du Pobè actuel. 
Le verset du Fâ (le Dou, ou Odou) qui a présidé à la fondation de Pobè a pour nom : « Owanri-wolé-ossanyi » ou « Iworiwossa » ou « Iwori-ossa ». Pour Pobè, ce Fâ prédit la victoire en toute chose. Il conseille le consensus, l’hospitalité, la communication, la diplomatie, le respect des femmes, comme le meilleur mode de gestion de la cité. Il recommande en outre le commerce, l’agriculture, l’art et la culture comme activités de production génératrices de revenus et de richesse.
La Reine Élé fonda le royaume de Pobè vers 1486 de notre ère. Ses successeurs, Ignatchoukpa-Rogo (1516-1551), Ignakèlè Fourogan (1551-1583), Oliyètou-Agbo (1583-1606), furent fréquemment victimes d’agressions et de razzias récurrentes, d’origines diverses. Ils durent subir les assauts répétés, lancés contre leur citadelle, de troupes en quête d’esclaves. Les envahisseurs usaient du feu de brousse pour consumer leurs villages, leurs palais et les forêts sacrées. Autant de calamités qui entravaient le plein épanouissement de cette société. La solution adéquate a consisté à découvrir un autre site proche, plus hospitalier et plus sécurisant. Le premier Pobè fut fondé sur le site qui a pris le nom de sa fondatrice, Élé, la première reine de Pobè. Le vrai nom fort de cette reine est en réalité inconnu. Le nom — Élé — lui a été conféré par la population, qui l’appelait du mot qu’elle avait coutume d’adresser, en yorouba, à ceux qui la saluaient ou qu’elle saluait en disant « èn’lè ounbè o », c’est-à-dire bonjour. Ce site abrite les sépultures des plus anciens rois. À la colonisation, il a pris le nom d’Ahoyèyè, c’est-à-dire filaos (en nago ou en yorouba, ahoyèyè est le nom des arbres qui ont été plantés en ce lieu par le colon). C’est actuellement le chef-lieu de l’arrondissement d’Ahoyèyè, dans la commune de Pobè. Géographiquement, il est situé à la limite de Pobè-urbain, à l’Est. 
- Odjikpèlèro (1606-1633)
Pour en finir une fois pour toute avec les razzias et les agressions incessantes dont était victime sa population de la part des esclavagistes des contrées avoisinantes, qui brûlaient, chaque année, leurs forêts, leurs champs et leurs villages, Odjikpèlèro dut procéder à la délocalisation de son clan, vers un autre site plus sûr. Le nouveau site, situé en hauteur, devait permettre à ses sentinelles de tirer profit des arbres surplombants, en l’occurrence des sambas, pour s’en servir comme miradors. Pour le découvrir, des délégations de dignitaires furent dépêchées pour prospecter les lieux. Cette mission délicate déboucha sur le premier usage, attesté traditionnellement, du nom Pobè.
À ce point, il importe de clarifier l’étymologie du nom Pobè, dont voici la teneur en partie. En partie seulement, car la riche légende y afférant se veut un véritable répertoire des sens du nom donné à ce royaume. En 1992, le notable Moyédé Assaba Basile, dernier arrière-petit-fils du roi Assingbo, a fait connaître sa version pour la postérité.  Le manuscrit de sa version des faits est relaté en ces termes:
« Arrivés dans cette région, Élé s’était installée, avec sa suite, derrière l’actuel IRHO (l’Institut Régional des Huiles et Oléagineux). Elle fut donc le premier "roi" de Pobè. Les habitants de cette petite agglomération n’avaient aucun désir d’abandonner ce lieu, mais hélas, après la mort subite de leur reine, ils prirent peur. Ils se sont donc divisés en plusieurs groupes, et sont partis à la recherche d’un autre lieu favorable pour leur installation définitive. Au retour de ces groupes, celui conduit par Ossolo ramena une touffe d’herbes (sorte de graminée très facile à arracher), identifiée au chiendent-paille, et la présenta aux vieux en disant : voici l’herbe du lieu que nous avons découvert. Traduction : Ekpo-Ibè ni : Ekpo = herbe, Ibè = lieu, d’où la première tradition : Ekpo-Ibè, qui devint Pobè ».
- Doudou-Ala (1633-1658)
Il conduisit sa tribu sur le site de IKpobè actuel, ou Ekpo-Ibèni ou Kpobè-Ossolo. Il s’agit du site de l’actuel palais royal de Pobè, qui a l’avantage d’être en hauteur par rapport au premier site, situé en contrebas, et sur les arbres desquels, haut perchés, les gardes royaux assuraient de jour comme de nuit le contrôle et la garde de l’accès et de la sortie de leur agglomération. Ils étaient prêts, en permanence, à emboucher leur trompette traditionnelle pour alerter les balogouns (les guerriers) et le peuple en cas de besoin, en vue des dispositions appropriées de la police et de l’armée, appelée Égbé-Ila, pour la défense de leur pays en danger. C’est Doudou-Ala qui fonda le Pobè actuel. Ses restes reposent en face du palais, à l’entrée de la forêt sacrée, sous un appâtâme de fortune en matériaux locaux, communément appelé Ilé-éïgou, la case des ancêtres. Les nuits de guèlèdè, cet appâtâmes sert d’abri aux notables et dignitaires.
- Arifassa-Djoogou (1658-1688)
Mage de l’art divinatoire du Fâ, il s’en est inspiré et servi comme du meilleur conseiller et de la boussole infaillible, pour prendre ses décisions. Son nom a été donné à une des dynasties de Pobè. Il est lancètre de l’actuel Roi Adékiwo-otèbolè.  À la disparition de Doudou-Ala, il accéda au trône avec pour vision d’utiliser le Fâ pour réorganiser le royaume. Réformateur, il a promulgué une loi qui rend caduc l’accès des femmes au trône. En compensation, il institua la société secrète de guèlèdè, placée sous l’égide de nos mamans (Iyawan) pour réjouir les femmes, les associer et les impliquer dans la gestion de la cité. Il a réhabilité et institué la danse de guèlèdè, et légiféré pour l’organisation chaque année d’une fête de la production de l’igname, animée par la manifestation de danse de guèlèdè. Interrogé, le Fâ prévint sa cour d’une guerre et d’une agression imminente du roi d’Abomey. Après une résistance héroïque, Arifassa-Djoogou mit en déroute l’armée du roi Kpingla. Il se résolut à utiliser la ruse et le camouflage. Faisant le vide, il transféra son palais à Égbé, proche du village d’Akoho (un quartier de l’arrondissement de Pobè urbain).
- Agou-Oun-Nin-Djoyé (1688-1702)
Prince du royaume d’Ibaïgnon, il succéda à Arifassa. Son nom est évocateur d’un homme à stature imposante et impressionnante. Le roi Agadja d’Abomey, qui souhaitait conquérir Pobè dans le cadre de sa stratégie d’expansion, lui livra une guerre totale. Disposant d’un effectif pléthorique, l’armée des agresseurs réussit à s’emparer du palais, qui fut saccagé et incendié. Faisant le vide, Agou-Ounlè et la tribu ont habilement pu délocaliser la capitale de leur cité à Kouto, proche de l’actuel village de Toffo, où ils avaient érigé un nouveau palais. Ce fut le siège de leur nouvelle cité. Égbé ou kouto sont les noms des lianes qui colonisaient ces lieux, à cette époque-là. Ce nom est celui de la troisième Dynastie de Pobè après Inan-Kankan et Arifassa. 
- Akoun-Lala-Foïtchan (1702-1726), Idilé-Gba-Lirowo
C’est son nom que porte la quatrième dynastie de Pobè. Sous son règne, la convoitise des Rois d’Abomey en vue d’étendre leur royaume et d’alimenter le commerce des esclaves faisait rage, et prit une ampleur jamais égalée. Des captifs de guerre servaient de main-d’œuvre au roi Akoun, pour les travaux champêtres. Agadja, roi d’Abomey, profita de ceux-ci pour infiltrer le dispositif armé de la communauté. Il découvrit ainsi les forces et faiblesses des guerriers balogouns. Il s’ensuivit qu’en 1720, le jour de la grande fête en mémoire d’Oranyan, pendant que tous les dignitaires s’affairaient au culte et aux offrandes dans la forêt sacrée, le crépitement du tambour sacré akpossi parvint aux oreilles attentives des envahisseurs d’Abomey. En suivant la direction de provenance des sons, ils finirent par découvrir le lieu de culte, le palais et la bourgade de Pobè en pleine gestation. Les troupes d’Abomey attaquèrent le royaume, et incendièrent les cases, la forêt sacrée et le nouveau palais, qui se consumèrent tel un buisson ardent. Pour Abomey, le butin de cette rude bataille est impressionnant. Akounlala et une partie de sa cour ont été emmenés en captivité à Abomey comme prisonniers de guerre. Ils ne reverront plus jamais Pobè, ni leur royaume situé à Kouto. Plus tard, de source digne de foi, une tragique nouvelle envahit Pobè comme une traînée de poudre : « L’un des arrière-petits-fils d’un influent dignitaire d’Akoun emmené en captivité, le nommé Ogoulola, a été vendu comme esclave à Chacha». L’histoire ne tarit pas de renseignements à son sujet : « Goulola (Ogoulola) : esclave nagot vendu à Chacha Francisco qui en fit un interprète de nagot » confirme Bellarmin Coffi Codo. Mentionnons aussi, dans ce cadre, la collectivité Olou-ounka, de Tchèdè et Pobè, dont l’une des arrière-petites filles, très proche de la dynastie royale Agoli-Agbo d’Abomey, eut l’honneur de recevoir, en 2018, Sa Majesté Zédjalagni AgoliAgbo, qui fut ensuite reçu par le roi de Pobè, avec sa délégation, au palais royal. Une information d’Olou-ounka de Pobè et de Baounon d’Abomey dit que la mère de la vieille Awèlé, ci-dessus mentionnée, fit partie des jeunes filles captives de Ghézo. Rescapée, elle est revenue plus tard à Pobè, dans sa vieillesse, portant alors le nom d’Idassè, comme adepte de Sakpata, en lieu et place de son vrai nom yorouba de jeune fille.
Fort de l’effectif pléthorique de son armée, le roi Agadja d’Abomey réussit même à installer dans les environs, dans une localité dénommée Aïzè, au voisinage du village de Massè, son représentant Djè, chef d’une collectivité Adja venu de Wédémé (Aplahoué, au Mono), qui était en conflit avec ses frères, pour un motif essentiellement fratricide, lié à un conflit de succession au trône de son père, qui venait de mourir.
Autrefois, avant la fondation du royaume d’Adja-Ouéré aux environs de 1720, par les Adjas venus de Wédémé, le territoire sur lequel s’étendait la souveraineté de Pobè était limité, au Sud par le royaume de Sakété (Iguidi, et Itadjèbou), au Nord par le royaume des Holli-djès (Hollidjé), à l’Est par ce qui devint le Nigeria, et à l’Ouest par le royaume d’Abomey. En 1720, il fut confronté à l’invasion du royaume par les troupes d’une coalition d’Adjas et de Fons, placée sous le haut commandement du roi Agadja. Elle réussit à usurper une partie du territoire, sur laquelle Agadja fit établir Adja-Ouéré, qui devint un comptoir de vente d’esclaves nagos. Par la suite, Akpowo, initiateur et chef de file de cette alliance, fonda le royaume d’Adja-Wédémé (Adja-Wèrè ou Adja-Ouéré) et pris le nom de Mayè : Oba-Mayè, dont les frontières avec Pobè (Issolo) sont les villages de Toffo et d’Ilodo. 
Cette usurpation d’une portion du territoire de Pobè, en 1720, par les Adjas venus précisément de Wédémé, un village d’Aplahoué au Mono, a donné naissance à la création du royaume que les autochtones Iwignan (Ouinian) de Pobè et les Holli ont appelé « village des Adjas venus de Wédémé ». AdjaWédémé est devenu, par suite des altérations du patois des Iwignans de Pobè et des Hollis, Adja-Ouéré. Ce fut un florissant marché d’esclaves nagos, destiné à fournir de vigoureux esclaves aux rois d’Abomey.
Les Hollis en général, et les anciens rois de Pobè en particulier, sont accusés à tort ou raison d’être coupables de complicité avec le roi yorouba Odjigi, dont la cavalerie avait autrefois traversé ces localités pour s’emparer du royaume d’Abomey. En 1698, il avait chassé le roi Akaba et son armée jusqu’à la rive du fleuve Mono, et avait imposé à Abomey le payement d’un tribut annuel. Pour Abomey, les coupables de cette humiliation, ou leurs descendants, devaient payer tôt ou tard le prix de leur témérité. Ceci explique certainement cela : les Nagos, plus spécifiquement les Hollis et les Iwignans, ont été soupçonnés d’avoir cautionné cet acte aventureux d’Odjigi. Dès lors, le roi Akoun a été sacrifié sur l’autel de la vengeance par Agadja d’Abomey, et déporté en captivité.
- Ogbola-Koroïtchan (Ogbola) Aragbo-baba (1726-1750)
À la suite de la déportation de son prédécesseur Akoun, il hérita du trône. Il décida d’émigrer, et conduisit la tribu au Hollidjé, via Banigbé-Kpoto-Kpoto, Iwignan (Ouignan), Arodjè et Éwan pour échapper à la convoitise meurtrière des rois d’Abomey. Avant qu’il ne s’établisse au Hollidjé, il prit soin de confier la garde des biens meubles et des champs à la royauté de son frère et voisin d’Itchèdè. Il fonda simultanément plusieurs villages, frontaliers du Hollidjé, dans lesquels il installa sa tribu. Le premier village créé, Ouignan, porte le nom de cette tribu, un nom emprunté à son patois.
La mission principale d’Ogbola et de ses réfugiés de guerre consistait à :
- s’organiser en camps militaires et stratégiques dans le Hollidjé, en vue de la reconquête de la portion du pays désertée par les Pobéens en 1720, à la suite de l'agression de la coalition esclavagiste des conquérants adjas et fons du roi Agadja.
- reformer l’armée, l’équiper, et veiller à l’entraînement quotidien des soldats. 
- libérer son prédécesseur Akoun et ses dignitaires, emportés comme captifs de guerre à Abomey, par l’armée d’Agadja. 
- organiser la riposte la plus appropriée, en vue de la reconquête du territoire. 
- organiser la production agricole en quantité et en qualité, tant pour atteindre l’autosuffisance alimentaire que pour soutenir économiquement l’effort de guerre. 
- rétablir la dignité de la tribu, par la reconquête de la portion occupée (Adja-Wédémé) qui servait de marché d’esclaves nagos à bon marché pour les rois d’Abomey.
- ne subir en aucune manière le sort d’Akoun, déporté en plein rituel.
Pour ce faire, Ogbola s’était vu interdire le pouvoir religieux ou divin, et les libations y afférentes, à cause des pollutions sonores susceptibles d’attirer l’attention. Les initiations, les rituels, les insignes d’apparat et tous autres attributs relevant du pouvoir religieux et cultuel lui ont été proscrits comme tabous. Il n’a fait usage ni de la couronne du pouvoir religieux, ni même de la couronne du pouvoir temporel. Il s’est contenté d’un foulard blanc comme couvre-chef, ainsi que d’un habillement très sobre, qui l’empêchaient de se distinguer de ses dignitaires. Le panégyrique de son titre en est très illustratif : Ogbola-koroïtchan signifie : « Ogbola n’a pas fait connaissance de la divinité ; il n’a pas vu le fétiche de la divinité Oranyan ». Il n’a été investi que de la partie temporelle du pouvoir politique et administratif traditionnel, et c’est ce pouvoir temporel qu’il a exercé jusqu’à sa mort. Sous son règne, les cérémonies en l’honneur d’Ohoundo (Oranyan) étaient rarissimes. Seuls quelques notables s’y adonnaient en cas de nécessité absolue.
- Afouré-Madja (1750-1771), Adji-Chowoun-Foïtchan (1771- 1801), Adan-Foroun-Tchélé (1801-1823), Ariwolè-Lissaba (1823 -1848) 
Ces rois eurent des règnes très sobres, empreints d’anonymat (stratégie guerrière oblige), car déjà, Abomey avait fait de Toffo, autrefois Pobè-égbé, un village à dominance Fon et le quartier général de leur service de renseignement. De même, il avait fait de itchèdè son camp de commandement militaire opérationnel.
- Assingbo- Élé, le refondateur (1848-1898) 
De la dynastie d’Arifâssa, il accéda au trône très jeune, à l’âge de 18 ans. Il est également titré Assingbo- Élé, pour marquer que c’est lui qui refonda Pobè sur son ancien site, Élé. Il fut couronné roi de Pobè à Arodjè, dans le Hollidjé, pendant que la population de Pobè y vivait en exil. Il est aussi appelé Baba-doudou. De panégyrique « Idilé-loulikoutou » (À vénérer pour un long moment), son nom est à juste titre évocateur d’un règne qui aura duré plus de 50 ans.
Refondation du Royaume 
Chassés du palais, le roi de Pobè et sa suite ont dû se réfugier chez leur frère et parent du Hollidjé, où ils ont fondé des camps militaires refuges à Banigbé-kpotokpoto, Wignan (Ouinian), Arodjè, Idioro, Igbidi-isso, Abè-èkpè, Éwan, etc. Dans ces campements, les balogoun étaient à l’affût, prêts à tout instant à lancer leur troupe à l’assaut de l’envahisseur fon, en vue de le déloger et de reconquérir le territoire de leurs ancêtres. 
Vint le jour où, en 1852, le roi Assingbo de Pobè, à la tête d’une redoutable armée, surgit de la forêt dense et impénétrable du Hollidjé pour mater, et bouter hors de son territoire, les indésirables conquistadors du roi Ghézo d’Abomey, pendant que ces derniers organisaient une battue aux esclaves. Ce fut une foudroyante revanche, qui consacra la refondation de Pobè à l’endroit jadis occupé par les aïeux, avant l’invasion des troupes adjas et fons du roi d’Abomey, qui les avaient contraints à un repli stratégique au Hollidjé, où ils avaient dû se réfugier pour organiser la riposte.
En 1852, les services de renseignement informèrent le roi des exactions et actes de vandalisme à grande échelle dont étaient victimes ses sujets restés au pays (Égbé kouto, c’est-à-dire à Akouho et Toffo) de la part de l’armée de Ghézo qui campait en permanence sur ces lieux et organisait, avec un regain d’intensité, la déportation des bras valides vers Abomey. Il lança ses généraux de guerre, les Balogoun, et les soldats de son armée, les djagoun-djagoun, sous la conduite de leur général en chef, Oga, aux trousses des forces d’occupation aboméennes pour les déloger, reconquérir le territoire de leurs ancêtres, et venger la déportation d’Akoun par Agadja. 
Cette guerre, d’une rare férocité, eut pour champ de bataille le village de Itchèdè, qui était utilisé comme base d’attaque par la coalition de l’armée des envahisseurs adjas et fons, placés sous le commandement du Roi Ghézo d’Abomey.
Face à l’intrépide armée des généraux de guerre balogoun et des soldats djagoun-djagoun d’Assingbo, l’invulnérabilité aux balles, pourtant avérée, du chef de guerre de Ghézo fut tournée en dérision : cet homme, en chapeau et habit faits d’amulettes, fut abattu par Okpeïfa Oyédé, un général de guerre, aïeul du Roi Otchoukpa 1er de Pobè, qui reçut désormais le titre consacré d’« Akpogua-lori-agbélé ». L’armée aboméenne, mise en déroute, capitula. Au palais royal de Pobè, le souvenir de cette guerre, qui consacra la refondation du royaume de Pobè en 1852, est resté vivace dans la mémoire des dignitaires, et des faits en témoignent. 
En guise de louange pour cette brillante victoire, les notables vantent encore avec fierté devant les jeunes l’héroïsme de leur armée, avec une anecdote teintée d’humour: « Pendant que le prétendument invincible chef de guerre de Ghézo, criblé de balles, livrait son dernier souffle, ses génies protecteurs, paniqués, sortant de ses talismans et amulettes, s’écriaient : "Nous avons résisté avec fermeté, bravoure et patriotisme mais, hélas, nous voici vaincus, les armes à la main. Nous devons abandonner ce pays à ses propriétaires" ». La horde armée de Ghézo dut abandonner précipitamment le terrain de bataille, avec beaucoup de pertes en vies humaines. Dans leurs rangs, les vainqueurs firent des prisonniers et des esclaves de guerre. Dans leur repli, les vaincus ont néanmoins emporté eux aussi quelques captifs.
Un médium d’Oranyan, Baba-Akpa, de son vrai nom Idohou-guèta, fit alors une requête au roi Assingbo. Sur la base de celle-ci, le roi réunit les dignitaires du clan à Éwan (dans le Hollidjé) sous l’autorité de leur doyen d’âge, le patriarche Fadoukpè. Le roi lui confia la lourde mission de conduire les pas de son peuple vers un site de vaste étendue, définitivement propice et vertueux, en vue de la refondation du royaume prédestiné rêvé par l’ancêtre Oranyan. Fadoukpè demanda au peuple de le devancer, sous la conduite éclairée du médium, représentant qualifié pour le conduire à la découverte de cette terre de prospérité. Il promit de les y rejoindre par la suite. Le médium, suivi de la tribu des Oloyés, se mit en route. Quelle ne fut pas la surprise du peuple de se voir plutôt accueilli sur ledit site par le patriarche, qui pourtant n’avait pas bougé de sa case, à Éwan, au moment du départ.
Évidente preuve que le vieil homme, qui a dû user de son pouvoir d’ubiquité et de réduction de l’espace et du temps Kananko pour les devancer sur ce site, était doué d’une inspiration très efficiente. Le vieil homme réunit alors le roi et la population sur une place, devenue l’actuel marché de nuit de Pobè. Entouré des notables et dignitaires, il s’acquitta des rituels et autres libations prescrites par le Fâ, dans le cadre de la refondation du royaume. Sur cette place, il fit creuser un grand trou. Il y déposa un placenta humain, additionné d’herbes et d’autres ingrédients alchimistes d’invincibilité, de longévité, de prodigalité et de prospérité, que seuls les mages connaissent. Il retira des mains de son arrière-petite-fille Ayédédjou, la bouture d’un Ficus (en nago aba), coupé à Éwan, le village-refuge des Pobéens dans le Hollidjé, qu’il lui avait demandé de transporter.
Ce ficus séculaire se trouve toujours devant le palais. Autour de cet arbre s’organisent les danses de guèlèdè, et les manifestations culturelles traditionnelles ; l’avoisinant au Sud, « Ita-alè », le petit marché de nuit, s’anime au quotidien.
L’arbre de la renaissance reste le centre de gravitation, autour duquel s’est étendue à ce jour la commune urbaine de Pobè, selon un plan directeur rayonnant. Ce carrefour, autour duquel s’animent au quotidien le marché de nuit, et d’autres activités commerciales de la cité qui s’exercent à ce jour devant le palais royal, est le point de convergence des principaux axes de circulation. En compagnie des notables et des sages, Fadoukpè réimplanta le palais royal, Iwoyè (l’école d’initiation et de formation des rois), et la forêt sacrée. Autour de ces lieux symboliques s’implantèrent le champ royal, les quartiers des ministres et dignitaires, et ceux de la population. Ainsi renaquit le royaume de Pobè-Issolo, et se formèrent les premiers quartiers.
L’enjeu de cette guerre fut la récupération, des mains des troupes de conquérants adjas et fons conduits par Ghézo, de la portion de territoire du royaume de Pobè conquise en 1720 par le roi Agadja, au profit de ses suppôts adjas, en vue de la création d’un marché de « bois d’ébène » (esclaves à bon marché) au profit des rois d’Abomey et de la France. Ce fut ce comptoir de commerce d’esclaves nagos qui servit de premier maillon à la fondation du royaume d’Adja-Ouéré, auquel les Iwignans, anciens propriétaires de terre et premiers occupants, ont donné le nom d’Adja-Wèdèmè, c’est-à-dire les Adjas venus de Wèdèmè (Adja-Ouéré). Abordant les péripéties qui ont marqué la naissance de ce marché, E. Dunglas révèle ceci : « Le royaume d’Adja-Ouéré a été fondé au début du dix-septième siècle par des Adjas venus des environs du nord de Grand-Popo, et qui à la suite de difficultés avec le roi d’Abomey quittèrent ce pays pour fonder un royaume indépendant sur la rive gauche de l’Ouémé, royaume conquis sur les actuels Nagots de Ouignan. Parmi les Nagots, les Ouignans sont ceux qui ont le plus d’affinité avec les Hollis. Ils occupaient autrefois Gbaouété, Adja-Ouéré, Pobè, avant l’invasion des Adjas avec lesquels ils durent se battre. Ayant été vaincus, ils se réfugièrent à Ouignan dans le Hollidjé. De caractère un peu indépendant, certains d’entre eux ont été tirailleurs. Leur village, Banigbé Poto-Poto (près de Ouignan) a formé le village Banigbé Fouditi près d’Oko-Akarè ». Banigbé fut une création de la principauté de Pobè. Il signifie le roi (entendu le roi de Pobè) m’a domicilié ici. Poto-poto veut dire marécage. Il s’agissait donc de Banigbé des marécages. Faisant suite à la demande de ses compatriotes de quitter les marécages pour s’établir sur terre ferme, Sa Majesté Otèni de Pobè les a installés sur la terre ferme. Ce nouveau village fut dénommé Banigbé-Fouditi, Banigbé en mémoire de leur histoire, Fouditi en raison de sa proximité de la frontière (le faubourg de Itadjèbou, Ikpégilé, Kouti) que cette localité marque avec la commune de Sakété ».
De cette guerre légendaire, qui consacra la refondation du royaume de Pobè sur son ancien site, E. Dunglas ajoute que : « le roi du Hollidjé accusa le roi d’Adja-Ouéré d’avoir favorisé la venue des troupes d’Abomey dans les terres noires, et reprit son indépendance en 1852 ». Il poursuit : « Les luttes continuelles entre Fons et Nagots, qui avait pour but non seulement des conquêtes territoriales, mais surtout le ravitaillement du marché d’esclaves de Ouidah, devint plus vive. Le règne du roi Assingbo aura duré plus de 50 ans. Il est aussi appelé Baba-doudou ».
La principauté d’Itchèdè incarne l’héroïque victoire de l’armée d’Assingbo sur les amazones de Ghézo : elle est devenue vassale de Pobè. Sa chefferie concéda le paiement d’un tribut annuel au roi de Pobè, sous forme d’animaux et d’oiseaux de basse-cour, de sacs de diverses céréales (maïs, haricot, etc.), de tubercules (ignames etc.), de kolas, d’épices, d’estagnons d’huile rouge, de pagnes traditionnels appelés Awédji, en guise de fraternité et de reconnaissance pour les avoir délivrés de cet état de servitude ou d’esclavage déguisé, dans lequel les avait confinés la présence des troupes sur la terre qu’ils cultivaient.
Pour renouer avec la tradition, l’Aroutchékou, à qui revient la charge du port du colis sacré qui contient les objets spirituels de la divinité Oranyan ou Ohoundo, servant à consacrer roi toute personne sur qui il est jeté dans le cadre des rituels de désignation du nouveau roi de Pobè, est dorénavant issu d’une famille de rescapés fons et, partant, des descendants des captifs de la mémorable bataille qui a opposé l’armée de Pobè et du roi Assingbo aux conquistadors d’Abomey, durant cette guerre de Itchèdè. Avec le recul du temps, ce titre d’Aroutchékou est perçu comme une grande dignité, et la famille qui en est chargée jouit d’un grand honneur.
N’eut été l’intrusion insidieuse de la communauté adja-fon en quête d’esclaves et animée d’intentions expansionnistes, dont l’étrange présence bouleversa la donne sociétale pendant un bon bout de temps, la chefferie traditionnelle de Itchèdè aurait toujours été sous la gouverne fraternelle de la Cour royale de Pobè.
En vue de cicatriser les plaies, d’effacer les douleurs de cette guerre et de préserver la paix entre Pobè, Adja-Ouéré et Tchèdè, les notables ont convenu prudemment de faire de l’histoire de Pobè un tabou, consistant à rétorquer à tout curieux que : « Pobè ne raconte pas son histoire ». En ignorant, peut-être, que la jeunesse en quête d’identité en aura besoin un jour, pour se repérer, s’affirmer, repousser les frontières de l’ignorance et fraterniser avec tout son environnement social, en vue d’un monde meilleur.
- Akangbé (demeure durable) (1898-1928)
Il eut trente ans de règne. Il décéda le 23-11-1928. Son panégyrique est « Idilé-lou-laraba ». C’est un ex-dignitaire et ministre Arouwa. Il a organisé, en 1907, avec les dignitaires de la Cour royale, en l’occurrence les chefs de culte Olou-Ossa (Okèrè-Adjimadja) et Kochèlou (Orikpalo-Foïcha) et les notables de Pobè, une lutte de résistance à la pénétration coloniale dans le pays Holli, dont la manifestation fut qualifiée de « tentative de menée séditieuse des notables de Pobè » et s’est soldée par l’inculpation de sept dignitaires de Pobè. Cette sédition anticolonialiste avait pour but le rattachement de Holli, Itchèdè, Issalè, Igana, Ilèmon, Adja-Ouéré et Pobè, son propre Royaume, aux possessions anglaises du Nigeria. Elle eut pour conséquence l’arrestation et le jugement desdits notables, en 1908, par le Tribunal colonial basé à Zagnanado, sous l’administration du Représentant-résident Lucien Dreyfus. Condamné, exilé de son royaume, il purgea une peine de quatre ans d’emprisonnement et deux cents francs d’amende, avec l’interdiction perpétuelle de séjourner dans son royaume. Le chef des notables, Olou-Ossa, fut condamné à l’exil, à purger une peine de deux ans d’emprisonnement et à cent francs d’amende, avec la même interdiction perpétuelle de séjour dans le royaume de Pobè. Akangbé, de nom Abikanlou, et Olou-Ossa, ont été successivement emprisonnés à Zagnanado, Savalou et Cotonou. Cette menée séditieuse a servi de prétexte et d’argumentaire au Gouverneur général de l’Afrique occidentale coloniale française pour organiser l’occupation de Pobè par la troupe des tirailleurs sénégalais, sous les ordres du Chef de bataillon français J. Maroix, en février 1914. Elle a servi de motif à la déclaration de la guerre généralisée contre le pays Holli, dont il sera question plus loin.
Les écrits de certains administrateurs de cercle sur Abikanlou attestent des deux pouvoirs, spirituel et politique, que détiennent les rois de Pobè. En effet, rapportent-ils:
« Alafin, dit Abikanlou, est à la fois "roi" et grand féticheur. Falola est considéré comme chef, mais en réalité obéit à ses ordres, Ako est un sous-chef de ce dernier. Abikanlou fut condamné à la prison avec interdiction perpétuelle de séjour, puis rétabli dans ses fonctions par le gouverneur par intérim Antonetti ». 
« Le nommé Kabiéssi Abikanlou, décédé le 23 novembre 1928, est remplacé dans ses fonctions administratives par le sieur Odoussou (Odjoussou), sous-chef de Pobè. Kabiéssi Abikanlou était en même temps chef des féticheurs du fétiche Ohoundo (serpent boa). Son successeur sera désigné dans trois mois. Le nouveau chef de Pobè (Odjoussou) est un homme vigoureux, pondéré, sérieux ».
- Otèni-Botèmanlè (1929-1947)
De nom Ogouléké, de panégyrique « OtèniBotèmanlè ; Idilé-lou-l’Imbaba » (Celui qui dresse la natte pardessus les pratiques politiciennes), il a été ministre Akogou du roi. Il est le frère aîné d’Akaaré, dont le champ a abrité la gare connue sous l’appellation d’Oko-Akaaré (le champ d’Akaaré). Pour immortaliser ce dernier, les Pobéens de cette localité ont donné son nom, Akaaré, à leur arrondissement. On parle de l’arrondissement d’Akaaré.
- Itchola (La manifestation du bonheur) (1947-1965)
De son nom Dossoumou, il a vécu longtemps au Nigeria, dans une ferme située à environ 12 km d’Illèmon. Venu de ce lieu pour assister aux cérémonies du choix du nouveau roi, il s’était vu désigner comme successeur du roi défunt Otèni.
- Alaro (1966-1969) 
De nom Koukpoliyi. Devenu roi, il eut pour panégyrique « Ogbowo-ilou-dagba » (L’homme qui grandira dans les mains du peuple). À la mort d’Itchola, le clan d’Assingbo, auquel échoyait la succession du trône, n’avait pas en son sein un babalawo avéré, nanti des connaissances des deux académies traditionnelles du Fâ. Il est nécessaire en effet que le roi soit un mage accompli de Fâ. L’inexistence de cet oiseau rare a fait porter le choix sur Koukpoliyi, ancien ministre Atchébiolou : un homme qui appartenait maternellement au clan convenable. Il a accédé au trône sous le panégyrique de « Alaro, Ogbowo-iloudagba ».
- Fagbèmiro 
Ce prince d’Ifangni s’est évadé avant son intronisation. Choisi pour succéder à Alaro, ce prince d’Ifangni, sentant sa vie trop menacée par son accession à une si lourde responsabilité, a jugé opportun pour sa survie de prendre purement et simplement la poudre d’escampette, en s’évadant furtivement de la cité. Bon gré mal gré, il se vit très tôt rattrapé par l’objet de sa fuite : la mort. Ici, la cohabitation de deux rois sur un même territoire est formellement proscrite par les us et coutumes. C’est un tabou, que l’intéressé a délibérément foulé aux pieds en revenant clandestinement dans le royaume, après que son successeur eut pris les rênes du pouvoir.
- Akambi (1969-1983)
De nom Omonlékan, ce benjamin du couple Odou et Ayawo — fondateurs du quartier Mamangé — a succédé à Alaro sous le nom panégyrique « Akambi, Adé-fouyi-bi-iléké-léké ; Agbédjiwodjou-ilou » (Glorieux comme le pique-bœuf, qui contemple le peuple au miroir, c’est-à-dire instrument du peuple). Ayawo, sa mère, fut la fille d’Adjaï, qui elle-même était la deuxième princesse née d’Assingbo. Omonlékan est en fait un régent, vu qu’il a accédé au trône en tant que fils d’une princesse (Adjaï) et non d’un prince, contrairement aux coutumes. Son règne a coïncidé avec la période perturbée du gouvernement révolutionnaire du président Mathieu Kérékou. Dans le cadre de la lutte contre la sorcellerie, les organes locaux du régime révolutionnaire s’étaient lancés à l’assaut de la forêt sacrée de la divinité Ohoundo – Ookpo. Ils auraient voulu la détruire. Le roi y opposa un refus catégorique. Les notables ont alors attaché des folioles de palmier pour délimiter la forêt, acte qui, selon la tradition signifie « attention, danger de mort, accès interdit à toute personne ». À leur insu, sur instruction du Chef de district Blaise Codjia, représentant local de l’État, les forestiers y ont pénétré en vue d’abattre les arbres séculaires. Le premier arbre « iroko » attaqué a mis tout seul en déroute ses agresseurs, qui ont dû abandonner la partie, paniqués de voir leurs coupe-coupes brisés et des scies électriques mises hors d’usage par cet arbre fétiche, qui en plus a failli tuer ses agresseurs lors de sa chute. La nuit où eut lieu cet acte de lèse-majesté, une scène inédite s’est produite au domicile du chef du district. Aux environs de minuit, ayant aperçu un oiseau sur les balustres de terrasse du logement du chef de district, son gardien, le sieur Doïtchamou, lui lança une pierre. L’oiseau s’envola, mais la pierre revint fracasser le front de ce gardien.
- Otchoukpa-Doun-Djooroun (1983-1995) 
Il est décédé le 23 décembre 1995 et a régné durant 11 ans. De nom Olaogou, devenu ministre il porta le titre de Sinkin. Devenu roi, il eut pour panégyrique « Otchoukpa-doundjooroun » (la lune est plus tendre que le soleil). Sous son règne, la révolution battait son plein. La crise économique aidant, du fait de commerçants véreux, le maïs a pris le nom de nivaquine ! Explication : pour déjouer la vigilance des Comités de Défense de la Révolution, qui étaient en état de veille permanente à Pobè, des commerçants, qualifiés de « véreux », ont changé le nom du maïs : ils l’appelaient « nivaquine »...
Le panier de la ménagère était hélas désespérément vide, à cause des impôts et taxes en tout genre que l’Administration percevait sur les produits et marchandises. Alerté par la population, le roi en informa l’autorité et l’invita à prendre des dispositions pour apaiser des souffrances de la population. Face au laxisme apathique du représentant du gouvernement, il prit lui-même le taureau par les cornes : à coups de gongs et à renfort de trompettes, il transféra la tenue régulière du grand marché de jour « Obada » de Pobè sur la place publique sise devant son palais, avec interdiction formelle pour toute personne d’y percevoir impôt ou taxe. Les structures du Palais, en l’occurrence les jeunes, furent instruites pour le contrôle et le suivi de cette décision. Interpellé pour s’expliquer de ces faits, le roi fut alors détenu en garde à vue, une nuit durant, en compagnie de quelques notables, dans les locaux de l’ancienne brigade de gendarmerie de Pobè. La pression de la population fut alors telle, que le pouvoir fut contraint de le libérer, après un court laps de temps. In fine, la perception des impôts et taxes fut suspendue, jusqu’à l’avènement du régime du Renouveau démocratique, présidé par Nicéphore Soglo.
En appui à la réforme administrative territoriale, le roi Otchoukpa apporta son soutien ferme au collectif des Associations de développement du Plateau, dans leur initiative demandant au gouvernement d’ériger le territoire du Plateau en un Département. À l’issue d’une visite solennelle, rendue au sous-préfet Houessou Georges de Pobè, il lui transmit, à l’attention du président de la République, la motion de soutien des têtes couronnées du Plateau-Ouémé et de la population, au nom desquelles il avait entrepris cette démarche.
- Agbadjé-Wolou, intronisé le 3 octobre1996, il est décédé le 2 septembre 2016.
- Assingbo-Élé II, (Oba Adè Kiwo Otè Bolè) 
De nom Éléchi Adegbola Camille, il est le roi actuel, intronisé le 6 mars 2017.
Il faut rappeler que depuis l’installation dans Pobè actuel, chaque roi décédé a son tombeau au palais royal.  
Les quatre dynasties des rois de Pobè 
À Pobè, quatre dynasties, établies dans la sous-région, se succèdent à tour de rôle, au décès du roi. Les différents clans de ces dynasties siègent parmi les dignitaires des principautés et chefferies traditionnelles qui gèrent la Cour royale. La belle preuve de l’enracinement géopolitique des dynasties des Rois de Pobè est donnée par leurs régences, qui suivent. 
- La dynastie d’Arifassa-DjouÔgou, à laquelle appartenait le roi Assingbo. 
- La dynastie d’Inan-Kankan à laquelle appartenait le roi Akangbé. 
- La dynastie d’Agounlè-Djoyé à laquelle appartenait le roi Otèni. 
- La dynastie d’Akounlala-Fou-Ditchan (Akoun-lala-Foïtchan) à laquelle appartenait le roi Itchola.
Élection et sacre du nouveau roi
Au décès du roi, on dit qu’il s’est « adossé ». Les dignitaires (Ilou-wan) se réunissent au palais royal en session extraordinaire, sous la présidence du dignitaire Aro. Ils donnent l’ordre au chef de la dynastie à laquelle échoit la régence, parmi les quatre que compte la royauté, de communiquer aux notables les noms des meilleurs candidats au titre de futur roi.
En même temps, les dignitaires procèdent à une série de rites, dont le plus important installe devant la cour du palais la divinité Oranyan, de jour comme de nuit : on parle de « ikoritcha si odé ». Durant cette période, il est formellement interdit à toute personne de passer à cet endroit. La population observe trois mois de deuil obligatoire. Durant cette période d’interrègne, les réjouissances et toute manifestation publique sont interdites, le marché de nuit situé devant le palais est fermé, les activités quotidiennes tournent au ralenti dans la cité. Faisant suite à ces manifestations, Aro préside une réunion des dignitaires, Ilou-wan (Issolo-wan), en présence d’Araba, le babalawo en chef du palais et de la dynastie à qui le tour échoit d’accéder au trône. Araba détermine le choix de Fâ, sur la base des meilleurs candidats que lui a proposés le chef de cette dynastie, avec l’objectif de détecter celui que les ancêtres ont choisi. Les rituels du roi défunt durent trois mois entiers, à l’issue desquels les démarches accomplies permettent aux Oloyés de procéder au rituel d’idilé, en vue de valider ou non ce choix provisoirement opéré. Car il ne s’agit encore que d’un choix provisoire. 
Le choix définitif se fera par le rituel d’inan-idilé. 
La nuit suivante, les dignitaires et responsables de culte, toutes catégories confondues, s’adonnent une nuit durant à un rituel de danse autour d’un feu sacré dénommé Inan-Idilé. Les rituels du feu sacré Inan-Idilé Le choix est donc validé à l’issue d’une grande cérémonie religieuse, qui se déroule de nuit à l’orée de la forêt sacrée ookpo, dédiée à la divinité Oranyan-Ohoundo. À cet effet, on organise un rituel du feu, Inan-Idilé. Une nuit durant, on allume un grand feu de bois constamment attisé, autour duquel s’affairent et s’animent, au rythme des tambours sacrés akpossi, les chants, danses et rituels des officiants d’Oranyan, avec leurs homologues venus de contrées proches ou lointaines. À cette occasion solennelle de bonheur, une foule immense, très enthousiaste, prend d’assaut la place publique traditionnelle du marché de nuit, qui sépare le palais royal de la forêt sacrée. Nul ne veut avoir à se faire raconter le déroulement de cet événement épique que constitue le choix divin et public du nouveau roi. Les ministres, dignitaires et notables participent tous à ces manifestations de grande envergure. Le lendemain matin, les cendres des bois consumés, qui ont servi à alimenter le feu sacrificiel, sont une des composantes essentielles du colis mystique, contenu dans un sac de raphia. À l’orée de la forêt sacrée, aidé des dignitaires du culte et d’autres mages, Oga met ce colis en bandoulière sur le dos d’Issa, l’un des trois médiums d’Oranyan. Celui-ci, trois fois de suite, fonce dans la clairière de la forêt sacrée, pour procéder à des libations ancestrales. À la fin de son troisième parcours de libation, il met ensuite le colis sacré sur la tête d’Aroutchékou, « le porteur du colis à squelette humain », avec une instruction ferme : « Va, et choisis celui qui dirigera notre royaume. Un Yorouba, un Fon, un Gou, un Haoussa, un Bariba si tu le veux, mais sache que la traînée d’eau salée ne se trouve que dans un endroit où avait été déposé du sel ». Aroutchékou s’en servira donc pour désigner publiquement, en présence des habitants de la cité, l’homme élu de Dieu, des divinités, des ancêtres et de la divinité Oranyan, comme prochain roi de Pobè. Par ailleurs, le roi doit être choisi parmi les membres des quatre familles dynastiques. Après la troisième course de libation dans la forêt sacrée, c’est la débandade lorsqu’Aroutchékou, en transe, dans une folle course poursuite, pénètre la foule à la recherche du futur roi, sur lequel il jette, en dernier ressort, ce colis. Faisant suite à cette divine désignation publique, les notables entourent l’élu de toutes les commodités, lui nouent sur la tête un foulard, et à l’épaule gauche un pagne en tissu blanc. Le roi ainsi choisi, revêtu d’un pagne et d’un foulard blancs, ne peut rejoindre aussitôt le palais. Il doit encore aller séjourner trois mois durant à Iwoyè (l’académie de formation des rois). Durant ce séjour, il fera un pèlerinage rituel à Élé, sur la tombe des anciens rois, et gardera sa tête toujours coiffée du tissu blanc. À la fin, il est soumis au rituel d’Idjiri, « la coiffe », rituel au cours duquel il sera coiffé et rasé pour la première fois depuis sa désignation. Après cela, on lui fera porter la couronne pour la première fois.
En cette circonstance solennelle, sont remis au nouvel élu les premiers insignes du pouvoir : un asen en étain (un autel : Okpa ichoro), un sabre en fer, une queue de cheval et un grelot en fer. Oga, le maître de ces cérémonies, présente le nouveau roi à la population, en disant : « Population de Pobè-Issolo, en vertu des pouvoirs que m’ont conféré Dieu, les mânes de nos ancêtres et Oranyan, je vous présente notre nouveau roi. Désormais, nous lui devons tous respect et obéissance. Puisse la clairvoyance de nos ancêtres et de Dieu, le Créateur, l’éclairer et guider ses pas dans l’accomplissement de cette noble mission, que notre destin à tous vient de lui confier. Longue vie à Sa Majesté ! ».
L’organisation de la Cour royale 
Deux pouvoirs sont détenus par le roi de Pobè : le pouvoir temporel et le pouvoir spirituel.
- Le pouvoir spirituel
Il est inhérent à la croyance et à la pratique d’une religion qui a pour essence la survivance et l’immortalité de l’âme d’un défunt, que l’on vénère par le culte et l’adoration.
À l’instar des chrétiens, qui célèbrent des messes dans les églises en mémoire de Jésus de Nazareth, et des musulmans qui rendent un culte à Allah dans les mosquées, en souvenir du prophète Mohammed, les têtes couronnées d’obédience spirituelle parrainent des cultes en l’honneur de leur ancêtre, en guise de reconnaissance et de vénération. C’est une compétence du pouvoir spirituel et religieux de la Cour royale.
À Pobè, le pouvoir spirituel du roi est représenté d’abord par ookpo, un lieu de culte et de rituel, une forêt sacrée où est célébrée une cérémonie tous les quatre jours, en mémoire de la divinité fondatrice, Oranyan. Ensuite par des objets : un autel, Ossou (ou Assen), une canne sacrée en étain, okpa-itchoro, un grelot en fer, Adja, et une couronne mystique ornée de pennes rouges de perroquets et d’autres oiseaux mystiques. La manifestation de ce pouvoir est authentifiée par la cérémonie concélébrée par les prêtres d’Ohoundo, en l’occurrence Okèrè, Issa, et Oloukponan, sous l’égide du roi. À l’instar des rois d’Ifé et d’Oyo, le roi de Pobè est un pontife, il s’adonne au culte et à la vénération de la divinité Oranyan (Ohoundo).
Par ailleurs, le royaume est laïque : chaque citoyen est libre de pratiquer la religion de son choix.
Le pouvoir divin supplée aux insuffisances du pouvoir temporel. Toute situation qui échappe à la maîtrise du pouvoir temporel du roi (c’est-à-dire tout problème ou questionnement dont la résolution dépasse l’entendement et la compétence de l’être humain) est directement confiée à la divinité pour jugement et sentence y afférente.
Par l’entremise de la divinité Ohoundo-Oranyan, le roi a le pouvoir de vie et de mort sur tout citoyen de la cité, en cas de faute lourde dont l’auteur ne se rend pas de son propre chef au tribunal royal pour y être jugé. Le plaignant peut être certain que sa cause est entendue, une fois déposé sur l’autel d’Oranyan l’ingrédient sacrificiel (il peut ne s’agir parfois que d’une mouche, prescrite par la divinité à cet effet). Le coupable est identifié par la divinité, sur instruction rituelle des notables. Plusieurs rappels à l’ordre sont d’abord adressés à l’attention d’un prévenu encore inconnu, l’invitant à se présenter spontanément, pour faire sa déposition auprès des juges du tribunal royal, puis pour subir le jugement et la sanction de la divinité. Si ces appels restent infructueux, le septième jour qui suit les offrandes, au plus tard, le coupable recherché s’inculpe lui-même, en déclarant publiquement le crime odieux dont il est l’auteur. Le Rubicon vient d’être ainsi franchi. Plus de remise de peine possible. Quelques jours plus tard, il passe de vie à trépas : foudroyé, suicidé, ou par simple arrêt cardiaque. C’est la sentence divine, la peine capitale divine. Dans ce cas, la dépouille de l’intéressé est prise en charge par la puissante société secrète ègbè-ila, placée sous les ordres d’Oga-ègbè-ila. C’est la manifestation de la sécurité et de la justice divine.
La couronne divine est un attribut de haute souveraineté. Cette couronne en pennes de perroquet est présumée être un attribut de souveraineté et de suprématie sur tout roi qui ne détiendrait que le seul pouvoir temporel. En effet, si un tel roi voyait la couronne, il en mourrait, quelques mois après, à moins qu’il ne se soit soumis aux rituels d’usage en la matière. Le roi qui détient la couronne divine ne la porte que de façon spécifique, en de très rares occasions, ou solennellement une fois l’an, lors des cérémonies qui célèbrent la mise en consommation de la nouvelle igname.
Devant le tribunal colonial qui le jugeait pour « menées séditieuses », l’Alafin Abikanlou, roi de Pobè, fit une déposition qui surprit fort les juges : « Le chef féticheur ne doit pas voir le visage du roi, c’est-à-dire le visage d’Adjibiotchan, de nom Arogou, chef du canton et roi temporel d’Adja-Ouéré ». Replacée dans son contexte, cette déposition s’inscrit parfaitement dans la lecture mystique de la puissance ancestrale conférée à sa couronne religieuse. Elle s’explique en réalité comme suit : « Moi, Abikanlou, je suis détenteur à la fois du pouvoir temporel et du pouvoir spirituel. En vertu des pouvoirs que me confère la couronne spirituelle, le risque est de tuer Arogou en cas de rencontre. J’ai donc décidé de ne pas me rendre à Adja-Ouéré, et de ne pas répondre à l’invitation d’Arogou, afin de lui épargner les déconvenues qui pourraient en découler pour lui, au cas où nos regards, inévitablement, viendraient à se croiser».
Force est de constater que c’est plus qu’un simple effet d’annonce : les mages de la Cour royale en conviennent fermement, et confirment l’idée qu’à la simple vue de la couronne divine d’un roi pontife, comme celui de Pobè, de Hollidjé, ou d’Ifé ou d’Oyo, le roi qui n’est détenteur que du seul pouvoir temporel doit mourir. 
L’organisation de la Cour royale est fonction de la nature du pouvoir détenu par le roi de Pobè. Dans les royaumes typiques, comme ceux de Pobè, de Hollidjé, d’Ifé et d’Oyo, pour ne citer que ceux-là, les rois détiennent les deux types de pouvoir que sont le pouvoir temporel et le pouvoir divin. Le peuple souverain leur confère le pouvoir temporel ou politique ; d’autre part, le pouvoir divin en fait le pontife de la divinité, en l’occurrence Ohoundo-Oranyan, fondatrice du royaume de Pobè. 
La Cour royale est la seule autorité détentrice du foncier. Nul n’a le droit de s’y installer sans son autorisation préalable. C’est elle qui a octroyé des sites d’implantations respectueux des us et coutumes aux immigrés de toute provenance.
-Le pouvoir temporel 
Le pouvoir temporel est le pouvoir politique, par lequel le roi gère les institutions et les hommes de son royaume dans l’espace et dans le temps. Les regalia, expressions du pouvoir temporel des rois de Pobè, sont : une couronne perlée, un sabre, une queue de cheval, et un sceptre, soit une récade en bois sculpté ornée de perles. Par ces objets qui symbolisent le pouvoir temporel, le roi exerce ce pouvoir sur la tribu.
Le roi est appelé du nom d’Ala-afin (Oli-afin), propriétaire du palais, ou Alaatchè, détenteur du pouvoir absolu, Oba (roi) ou Kabiéssi (celui qui n’a de compte à rendre à personne, dont les décisions s’imposent à tous). 
Il exerce le pouvoir temporel par l’entremise de plusieurs structures communautaires, qui participent à la bonne gestion consensuelle de la cité. Il s’agit en l’occurrence, du haut conseil des dignitaires et nobles, du conseil des sages et, et du conseil des jeunes (odo-ilou). Ce sont là les hiérarchies administratives et religieuses propres à cette culture.
La Cour royale est composée de quatre groupes, répartis en cinq sous-groupes, renfermant chacun des dignitaires dénommés Oloyés. Les quartiers et villages sont des démembrements administrés traditionnellement par un oloyé, qui agit en qualité de représentant du roi. Il rend compte des activités et décisions de la Cour à sa population, et vice-versa. 
Les quatre groupes qui animent le palais sont : le groupe des ministres, officiants du culte de la divinité Ohoundo-Oranyan ; le groupe des Ako-oyés ou « pouvoir masculin » qui sont les militaires ; le groupe des Abo-oyés ou « pouvoir féminin » qui est composé des clans issolo, descendants de tous les rois ; le groupe des Iyalatchès, dignitaires femmes de la Cour.
```
	Les ministres officiants du culte d’Ohoundo-Oranyan
```

Oloukponan, Issa et Okèrè sont les trois prêtres communément appelés échin ou élègoun, c’est-à-dire cheval ou monture d’Ohoundo, dans leur état naturel. Une fois en transe, ils portent le nom générique d’Ohounchè, ce qui signifie messager. Par exemple, Ohounchè-Okèrè signifie Okèrè messager. Solennellement, se joignent à eux, pour les grandes fêtes, les possédés de Tchango, Odoudoua, Ogoun, Elègba ou les Ayawos, les femmes possédées par Ohoundo.
Ces trois prêtres officient tous les cinq jours pour les petites cérémonies et tous les 9 jours pour les grandes cérémonies, en l’honneur de la divinité Ohoundo (Oranyan) à Ookpo, sa forêt sacrée, en présence des fidèles qui sont les représentants des différents groupes, en plus de la Cour. Sauf cas de force majeure, le roi est tenu d’assister en personne à ces « messes » qui sont données sous son égide. Il en résulte que la religion traditionnelle est caractérisée par la foi en Ohoundo, considéré comme un alter ego du Christ, qui intercède auprès d’Olodoumarè, Dieu créateur du ciel et la terre, pour la réalisation des vœux et prières de la tribu. C’est la religion des « Oloritchas » ou « Oritcha-men ».
```
	
Le groupe des Ako-oyés, les forces armées royales
```

L’armée : ce groupe est composé de quatre sous-ensembles qui sont : les Égbé-Ilas, les Iranans, les Alakpossis et les Omon-Odés.
•	Les Égbé-Ilas
L’armée est constituée de braves, courageux et téméraires citoyens. Elle assure la protection du royaume contre tout envahisseur. Elle s’appelle Égbé-Ila (« Secte des grands dignitaires ») et est placée sous le commandement d’un chef hiérarchique appelé Oga. Dans la société, ce sont de grands chasseurs, des tireurs d’élite équipés d’arbalètes.
Le groupe des Égbé-Ilas comprend : Oga, Baba-Oga, Achoukpa, Ossa-gassi, Akin-chékou, Amessi-Oro, etc. Les Égbé-Ilas sont des soldats d’Ohoundo. Ils ont comme insigne un long bâton de pouvoir (Okpa-Oyé ou Okpa-itchoro), avec un sabre en fer fourré dans un long étui fait de peau d’animal. Leur général, Oga, est coiffé d’un bonnet spécial en raphia, orné de plumes d’oiseaux.
•	Les Iranans (ira-onan)
Le groupe comprend : Saba, Agbaba, Akogou, Afessi-Adjo, Eïssidja, Ogbéhoundja, Assinkindanou, Afoïtchan, Onsa, Assaba, Arouwa, Achébiolou, Baraméro, Afonkpé.
•	Les Alakpossis (Alou-Akpossi)
Comme déjà indiqué, ils sont au nombre de trois. Ce sont les trois joueurs des tam-tams sacrés que sont : Akpossi, Oguidan, Kélé. Ces tambours constituent la fanfare royale. Leurs battements favorisent la mobilisation de l’armée. Un autre tambour sacré, appelé « bata » accompagne les manifestations du masque sacré « Baba-Agba ». Son battement favorise l’alerte et la mobilisation générale de toute la population. Oga, le général en chef de la troupe royale, en assure la garde et la conservation.
•	Les Omon-Odés : ils constituent l’organisation de la jeunesse et de la société civile.
L’ensemble de ces quatre groupes s’occupe des travaux ou activités qui exigent beaucoup d’effort, d’énergie et d’aptitude physique. C’est le pouvoir des forces armées du royaume. Au sens militaire du mot chasseur, ce sont tous des tireurs d’élites, experts en campagne de battues aux fauves (lions, éléphants, taureaux, buffle, etc.). Ils représentent les forces armées royales. 
Au plan cultuel, en dehors d’Ohoundo, aucun autre culte ou religion ne peut s’installer à Pobè sans l’autorisation préalable de la Cour royale. Le cas échéant, toute pratique empreinte de sorcellerie, contraire à la quiétude et à l’épanouissement social, fait l’objet de sanctions disciplinaires : avertissement, blâmes, interdictions, assortis d’amende ou d’expulsion en cas de récidive. Ces sanctions sont prises par la juridiction de la Cour royale. La sentence d’Ohoundo est sans appel. Elle frappe de mort tout sorcier ou malfaiteur indélicat surpris en flagrant délit de nuisance : c’est la justice divine. Si un prêtre, un possédé du culte d’Ohoundo en transe, tourne le dos à la case où se trouve le sorcier et si, marchant à reculons, il la touche trois fois de son dos, le sorcier meurt. Le cadavre est obligatoirement enlevé et emporté par les Égbé-Ilas. En de pareilles circonstances, il est décrété un couvre-feu spécial. La rue s’arrête. Seuls, les officiants d’Ohoundo et autres dignitaires s’affairent. La dépouille du malfaiteur devient la propriété de la divinité Ohoundo, dont les adeptes assurent les rituels d’enterrement.
Toutefois les Égbé-Ilas peuvent s’interposer, et empêcher le prêtre d’Ohoundo d’accomplir son acte. Dans ce cas, la famille du sorcier défunt devra négocier très dur pour racheter son corps et l’enterrer, aux fins d’épargner à leur parent la honte qui en découle. C’est là, manifestement, une moralisation de la société contre les pratiques antisociales. Le chef de cette famille ou de ce clan, ses frères et sœurs, payent les amendes et prennent l’engagement, devant l’autel de la divinité, de ce que plus jamais un méchant de ce calibre ne sortira de leurs rangs. Cela s’appelle « racheter la dépouille de l’animal de la divinité ».
L’enlèvement d’une victime exige la présence de trois dignitaires, qui y jouent des rôles de premier plan. Oga dirige le groupe, Achoukpa le conduit à sa demeure et prend position devant sa porte, Akin-chékou la défonce, Oga y pénètre suivi de tous ses compagnons qui ramènent la victime à Ookpo, la forêt sacrée d’Ohoundo.
Dans le cadre de cette opération, deux autres entités sont mises à contribution : il s’agit des Iranans, c’est-à-dire de la police chargée de la sécurité routière, douanière, et du service de renseignement (Iranan = hommes de la route). Leur chef Saba est le ministre de l’Intérieur. C’est sur sa demande qu’Oga met ses hommes en action.
La troisième entité faisant partie de ce groupe est celle des Alakpossis : les joueurs du tam-tam sacré de la divinité. Les tamtams sacrés sont au nombre de trois, à savoir Akpossi, Oguidan et Kélé. Ces trois tam-tams sacrés, indissociables, forment un ensemble, appelé « Akpossi », dont le battement est un appel à la mobilisation générale. Il est placé sous l’autorité directe d’ogaalakpossi, qui en assure la conservation. Akpossi à une ossature en argile cuite, revêtue d’une peau de gorille. Les deux autres tambours sont en bois à peau de bélier, comme tout tam-tam ordinaire.
Les Omon-Odés constituent la quatrième structure : c’est l’organisation de la jeunesse. Elle s’occupe des travaux d’urgence et des investissements publics. Leur chef s’appelle Oga-odé, c’est le ministre de la Jeunesse. Ils sont composés de capitaines, lieutenants, soldats et hommes de rang.
L’ensemble des quatre unités ci-dessus, appelé Ako-Oyé c’est-à-dire « le pouvoir », au sens masculin du terme, constitue les forces armées royales.
```
	Le groupe des Nobles : Abo-Oyés (Ilou-wan ou Issolo-wan)
```

Le groupe des Abo-Oyés est composé uniquement d’une entité appelée Ilouwan ou Issolo ou Pobè-Issolo. Ceux-là sont les plus nobles et les plus hauts dignitaires (Oloyés) de la royauté. Ils représentent les dynasties royales originaires, qui sont venues d’Oyo fonder le royaume de Pobè, sous la conduite d’Oranyan, devenu la divinité Ohoundo après sa mort. Ils proposent les rois et les ministres, pour leur nomination, après avis favorable du Fâ et de la divinité Oranyan (Ohoundo).
Ils sont répartis en trois sous-groupes, avec pour chef respectif : Aro, Atchoba et Afin.
Le premier sous-groupe est composé des dignitaires : Aro, Odofin, Iwolé, Tètou, Ohoundjini, Alatounché, Akéro, Ahoussi, Odjoubé, Wadjoba, Inanfé, Alatounché, Oloumaré.
Le deuxième comprend les dignitaires : Atchoba, Achouwa, Madjin, Éléeti, Atèlè, etc.
Le troisième groupe est composé des dignitaires : Afin, Odjoussou, Odjouman, Akemon, Arèmon, Achilomon, Odaré, Assagné, Karin.
Le conseil judiciaire (les Adadjos) est nommé par le conseil des notables et dignitaires. Il est placé sous l’autorité directe du roi, qui assiste à ses séances et peut se faire représenter.
Il existe aussi le conseil des religions exogènes : la présence acceptée de nombreuses religions comme l’Islam et le Christianisme a nécessité qu’elles soient représentées et entendues.
Le roi gère la cité, en étroite collaboration avec toutes ces structures, à titre formel ou simplement consultatif.
```
	Le groupe des Iyalatchés, dignitaires femmes 
```

Ces dignitaires sont de trois types : les Igbalès, les Ayawos, et les Iyatchès (Iyalatchès).
•	Igbalès : on appelle ainsi les femmes non initiées, adeptes d’Ohoundo. Elles sont responsables de la salubrité. Au besoin, elles font le ménage au Palais et au domicile des ministres du Culte.
•	Les Ayawos ou Iya-Awos (cela signifie « mère de secrets »). Ne devient pas Ayawo qui veut. Il faut passer par l’étape d’Igbalè pour devenir Ayawo. Est promue à ce grade supérieur toute femme Igbalè jugée apte et ayant accompli les rituels d’initiation au convent. Les Ayawos ont, comme insigne de pouvoir, un éventail orné de cauris, et une grande calebasse. Cette calebasse sert à amener de l’huile rouge, des noix de cola, des gentianes, et autres ingrédients à la « messe » (ossé) d’Ohoundo et à la Cour royale, à l’occasion des festivités d’Ogbodo, qui marquent la date où l’igname est mûre et peut être consommée. 
Au contraire des Igbalès, elles sont des initiées, qui ont droit d’accès à certains convents. 
Le conseil des dignitaires femmes se compose des Igna-wans.
•	Les Iyatchès ou Iya-alatchès
Le local de conservation des masques sacrés du jour est dénommé Atchè. Les femmes initiées, seules autorisées à rentrer dans leur conservatoire, pour faire le suivi et le contrôle et pour en prendre soin, sont appelées iya-latchès. Elles servent de guides aux masques guèlèdè les jours de la danse.
Dans le mot Iya-alatchè, Iya signifie la mère, alatchè signifie dépositaire d’Atchè.
Au sens général, Atchè est le pouvoir miraculeux qui confère une dynamique cosmique exécutoire à toute pensée ou toute parole émise. Au sens propre du thème, dans les convents, Atchè est matérialisé par des cornes d’animaux, qui renferment une série d’ingrédients, dont seuls les mages connaissent les composantes et la réalisation. Chaque corne est présumée être le siège d’un pouvoir magique spécifique, de portée infinie. Au sens restreint, Atchè est le conservatoire des masques sacrés. En raison de la présence des masques qui y sont exposés, ce local est un impressionnant convent, hautement chargé d’énergie cosmique. En cela, il détient le pouvoir magique, à l’instar de la corne consacrée.
Dans ce convent, en pensée et en parole, seule les prières positives sont autorisées, nulle n’y a le droit de lancer une simple injure à son prochain, et pour cause : dans cet espace mystique, toute suggestion faite en pensée ou en parole est aussitôt transformée en action et en réalisation divine.
C’est pour opérer en douceur le passage de la société yorouba du matriarcat au patriarcat, que les hommes ont inventé la danse de guèlèdè, comme un outil privilégié d’adoucissement et de pacification sociale : en vue des réjouissances en l’honneur de la gent féminine. C’est une réalité historique, que corroborent de nombreux faits.
5.3-	Les devoirs aux divinités
Ohoundo-Oranyan est la divinité patronale du royaume de Pobè. 
Longtemps avant la pénétration coloniale, venue avec son cortège de religions monothéistes, le Christianisme, l’Islam et leurs dérivés, il y avait toutes les divinités de l’aire culturelle yorouba, au nombre de deux-cent-cinquante-six. Toutes sont présentes dans la forêt sacrée d’Ohoundo, et lui font directement allégeance. Parmi ces divinités, celles qui y occupent une place importante sont : Oodoua ; Oricha-nla encore appelé Igna-nla ou Oricha-égbé-wan, divinité de la fertilité et la progéniture, de la féminité et des masques Guèlèdè ; Ogou, divinité du fer ; Chango, divinité de la foudre et sa femme Oya Omon-olou, divinité de la variole ; Elègba, divinité des incidents ; Echou, divinité des tentations et dangers ; Aré, divinité tutélaire du royaume d’Issalè, épouse d’Ohoundo.
Culte à la divinité Ohoundo : les « messes » (ossè). Elles ont lieu périodiquement, certains jours de la semaine yorouba : les grandes Ossè-nla alternent avec les petites Ossè-Kékéré. 
Les Ossé d’Ohoundo ont lieu sur une grande place d’une centaine de mètres de long sur une trentaine de large, qui était autrefois une grande clairière au milieu d’une forêt mais qui, avec le temps, s’est réduite de plus en plus, pour n’être aujourd’hui qu’une mince frange d’arbres qui forme un écran médiocre entre l’espace sacré et la ville. Le temple d’Ohoundo est érigé le long d’un des grands côtés de ce rectangle. En face, se trouve un autre petit temple rond, dédié à Aré. Au fond, là où se trouvait autrefois l’entrée du lieu de cérémonie, se trouvent les ossoun de chacun des principaux dignitaires et, séparé d’eux, l’ossoun d’Oloupona. Il y a encore des troncs d’arbres couchés sur le sol, en divers endroits, pour servir de siège aux divers participants à la cérémonie.
Les principaux officiants du culte d’Ohoundo sont : Alaatchè ou Alaafin (le roi), Oga, Okèrè, Issa, et Saba.
Alaatchè est responsable de l’atchè ; il n’entre pas en transe. Le roi de Pobè porte les titres honorifiques d’Alaatchè et d’Alaafin. À ce titre, il assiste, en tant que chef, aux cultes rendus à Oranyan (Ohoundo), l’ossè, une « messe » que cette tribu célèbre en mémoire de son ancêtre Oranyan à Ookpo, la forêt sacrée.
Par contre Issa, l’assistant d’Alaatchè, entre en transe de possession d’Ohoundo au cours de l’Ossè. Il s’assoit non loin de l’Idomosou. 
Issa prend soin d’Aré, et se place près de son temple. Il est souvent accompagné par un Oloupona qui s’occupe de Barra, divinité Elègba.
Ookpo, la forêt sacrée d’Oranyan, renferme des sous-espaces mystiques : Igbo-issalè, Igbo-oké, Igbo-onan, Igbo-ifa, Igboogou.
- Igbo-oké, c’est-à-dire la forêt d’en bas, est la plus proche, et Igbo-issalè, la forêt d’en haut, la plus éloignée. Ce sont les hauts lieux de réunions des grands dignitaires d’Ohoundo que sont Issa, Oloukponan, Okèrè et les autres hauts dignitaires. Après la « messe » en l’honneur d’Ohoundo, tous ceux qui comme eux ne doivent manger qu’en solitude se servent d’Igbo-oké et d’Igboissalè comme « coin repas » : c’est là qu’ils se régalent des mets issus des offrandes à la divinité, après les « messes », et c’est là qu’ils se concertent et commentent les différentes consultations et instructions des génies de la cité. C’est dans ces espaces que les sages décryptent les messages de la divinité, à travers les noix de cola, à l’issue des offrandes.
- Igbo-onan : c’est la forêt des artistes. Là se trouvent de véritables convents-ateliers d’arts traditionnels, au sein desquels se côtoient, s’associent et se complètent harmonieusement sculpteurs, forgerons, tisserands, teinturiers, artistes peintres et autres artisans de la Cour royale. Ce convent artistique a lieu deux fois au moins dans l’année. Il se tient en préparation aux deux principales fêtes de la moisson et de la production, organisées par la Cour royale en témoignage de reconnaissance à la divinité Ohoundo, pour avoir intercédé favorablement auprès du Père céleste (Oloroun/Olodoumarè) en vue de l’abondance des pluies et de la moisson des champs.
- Igbo-ogou : c’est la forêt où le roi est jugé et sanctionné en cas de parjure ou de faute lourde. Elle abrite la divinité du fer, Ogou, représentée par la forge : une enclume avec un marteau.
- Igbo-ifa : c’est la forêt sacrée d’Ifa (Fâ), le convent réservé pour la formation des rois de Pobè à la science du Fâ, leur initiation et leur intégration à la société secrète des babalawos et à l’art divinatoire du Fâ, ainsi que pour tout autre postulant jugé valable par les sages. Au cas où le roi élu n’appartiendrait pas à la société des babalawos, il est directement introduit dans cet atelier pour y acquérir dès que possible les connaissances indispensables des deux académies de la science du Fâ.
Le titre des ministres
- Aro (Aro-baba-oba ou Adji-roba), est le médiateur du palais, le ministre de l’Intérieur, de la Sécurité et de la Coordination des activités de la Cour royale. Il organise le sacre du nouveau roi. 
- Aborè est le ministre chargé des Cultes et Traditions ancestrales. 
- Atchoukpa ou Atchikpa est le ministre de la Défense.
- Ogadin est le ministre délégué auprès du roi, chargé du Patrimoine culturel, du Conservatoire des masques sacrés de jour « Atchè », et de la Chasse. 
- Afessi-adjo, est le ministre des Affaires étrangères et de la Communication.
- Améssi-oro est le ministre de la Justice. 
- Oga-aafin est le chef du Protocole du roi. 
- Oga-ègbè-ila est le chef d’État-major des forces armées royales. 
- Odofin est le chef du Service de renseignement. 
- Atchoba est l’aide de camp chargé des Gardes rapprochées et de la Sécurité du roi. 
- Adé-ounlé ou Adélé est le ministre chargé d’assurer l’Intérim du roi en cas de force majeure. 
- Afotchè est le dignitaire chargé de la Flûte sacrée.
- Oga-omon-odé est le ministre de la Jeunesse. 
- Inanfè (Onan-Ifé) « le chemin d’Ifé » est le ministre de l’Organisation des festivités et rituels annuels de la mise en consommation de la nouvelle igname. Il est aussi chargé de faire découvrir au nouveau roi le chemin emprunté par la tribu pour venir d’Ifé à Pobè, c’est-à-dire pour arriver à Élé. Dans ce cadre, il lui dit : « voici le chemin d’Oyo ». À la vérité, il lui présente plutôt le sentier suivi par la tribu en provenance d’Ilé-Ifé. En effet, la tribu partie d’Oyo a séjourné à Ifé, d’où elle est partie pour le long périple qui s’est terminé par la fondation du royaume de Pobè, à cet endroit qui porta d’abord le nom d’Élé. Cet endroit est aujourd’hui le sanctuaire de libation des nouveaux rois.
Les Iya-alatchès font la collecte des costumes et ornements des masques mâles (Ako-oro) et femelles (Abo-oro) auprès des femmes. Elles conduisent les masques accoutrés au marché public, où se déroule leur danse. À l’aide de leur éventail, elles rafraîchissent chaque masque lors de la pause, dans l’intervalle de ses exhibitions. Il faut signaler que jamais les femmes ne portent les masques. Comme elles sont détentrices de miraculeux pouvoirs ancestraux, il est sans doute préférable qu’elles ne les portent pas. Par contre, elles sont chargées du suivi et du contrôle de ces masques, dont elles assurent le nettoyage, la propreté et la gestion, en collaboration avec le conservateur des masques sacrés.
Iya-Ilou est la (femme) ministre de la Cité et des Affaires féminines du roi. Dénommée également Iya-Oledé ou Iya-lodé, elle est l’autorité chargée des femmes sur le plan culturel et cultuel.

## Démographie
Pobè comptait 54 181 habitants en 1992 et 82 910 habitants en 2002 soit un taux d’accroissement naturel de 4,35% sur cette période. Lors du recensement de 2013 (RGPH-4), la commune comptait 123 677 habitants. La densité de population est de 207 habitants/km2.
Les principales ethnies peuplant la commune sont : les Mahis, les Gouns, Adjas, les Yorubas et les Igbos.

## Religion
En 2001 l'appartenance religieuse se répartissait ainsi : catholiques (23,4%), traditionnelles (18,9%), musulmans (12,3%), protestants (9,8%) et autres (35,7%).

## Administration et politique
Le Maire actuel de la commune est Simon Dinan, ex-membre du conseil communal sortant. Installé le samedi 6 juin 2020, il succède à Paul Odjo pour un mandat de 6 ans. 

## Économie
Les ressources agricoles cultivées sur le territoire de la commune incluent le maïs, le manioc, le niébé, l'igname, la patate douce, l'arachide, le palmier à huile, le coton et les légumes de subsistance.

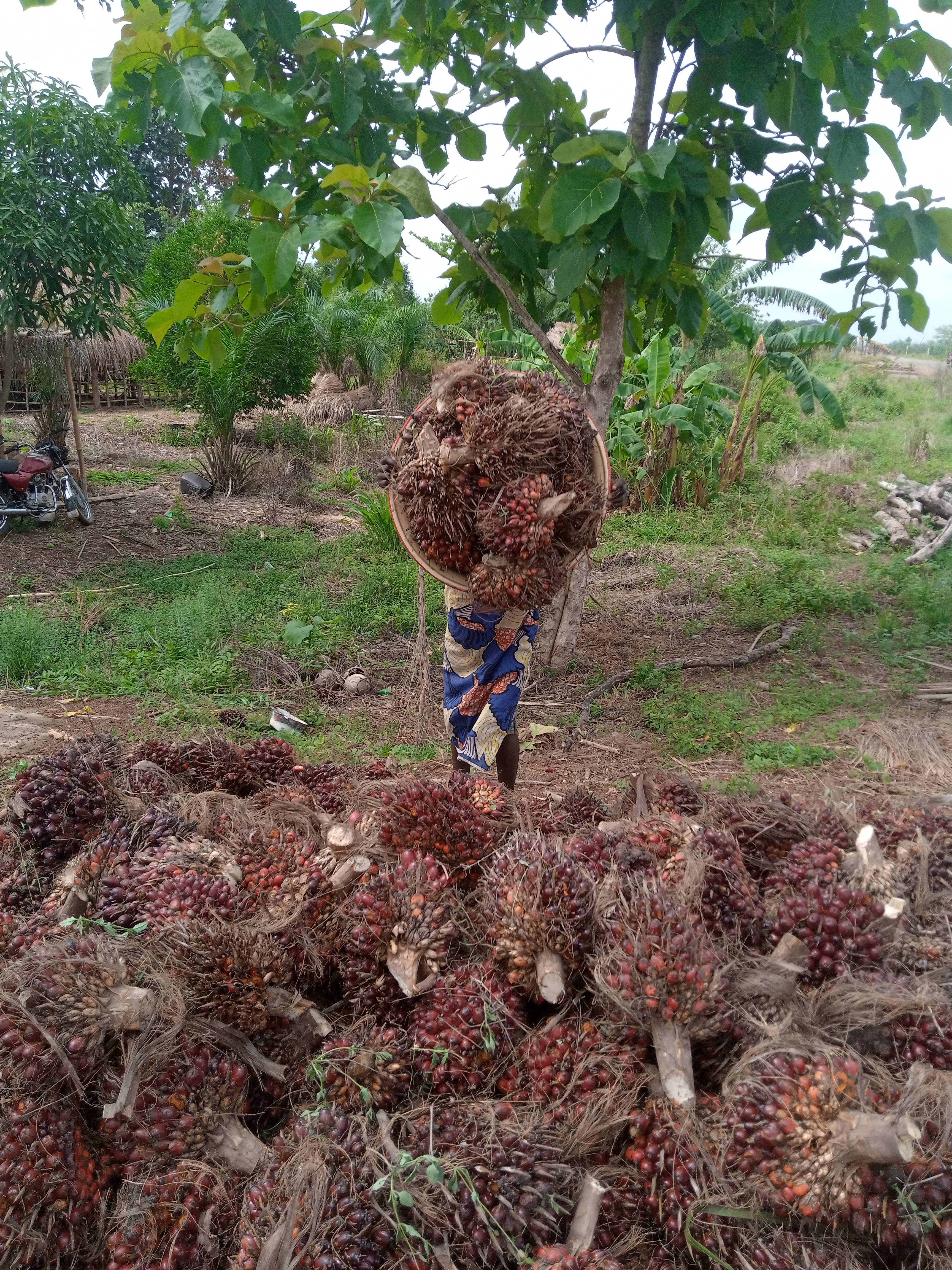
Des femmes de Pobè ramassant des régimes de noix.
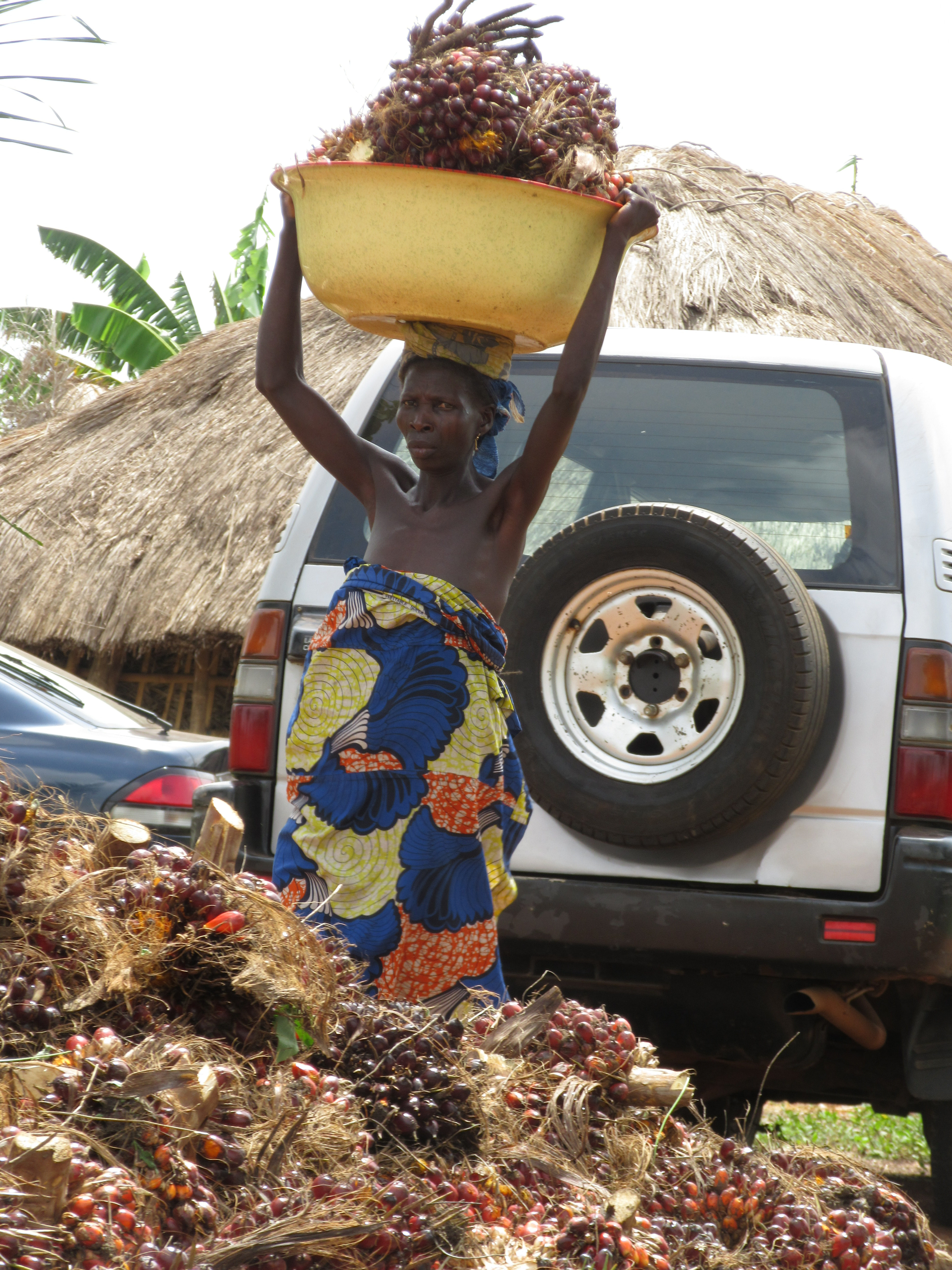
Ramassage des noix de palme

## Arts et culture
Parmi les attraits touristiques de la commune se trouvent : palais royaux, musée, chefferies traditionnelles, la vannerie, la sculpture, manifestations culturelles périodiques, forêts sacrées, réservée (forêt botanique et les différentes espèces végétales), lieux de culte.

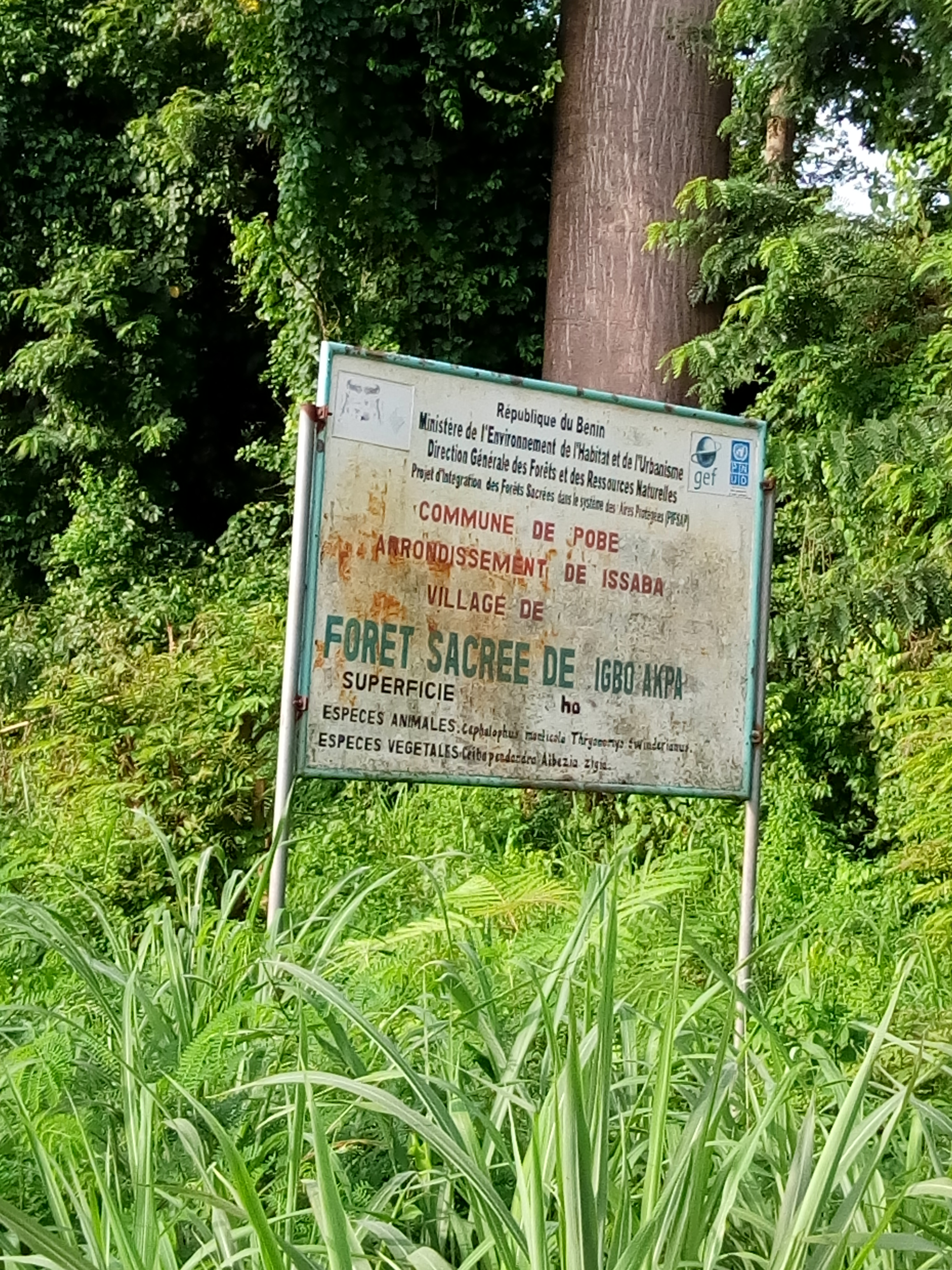
Forêt sacrée de Igbo Akpa.

## Sports et loisirs
Pobè dispose d'un stade municipal de football et une maison des jeunes.

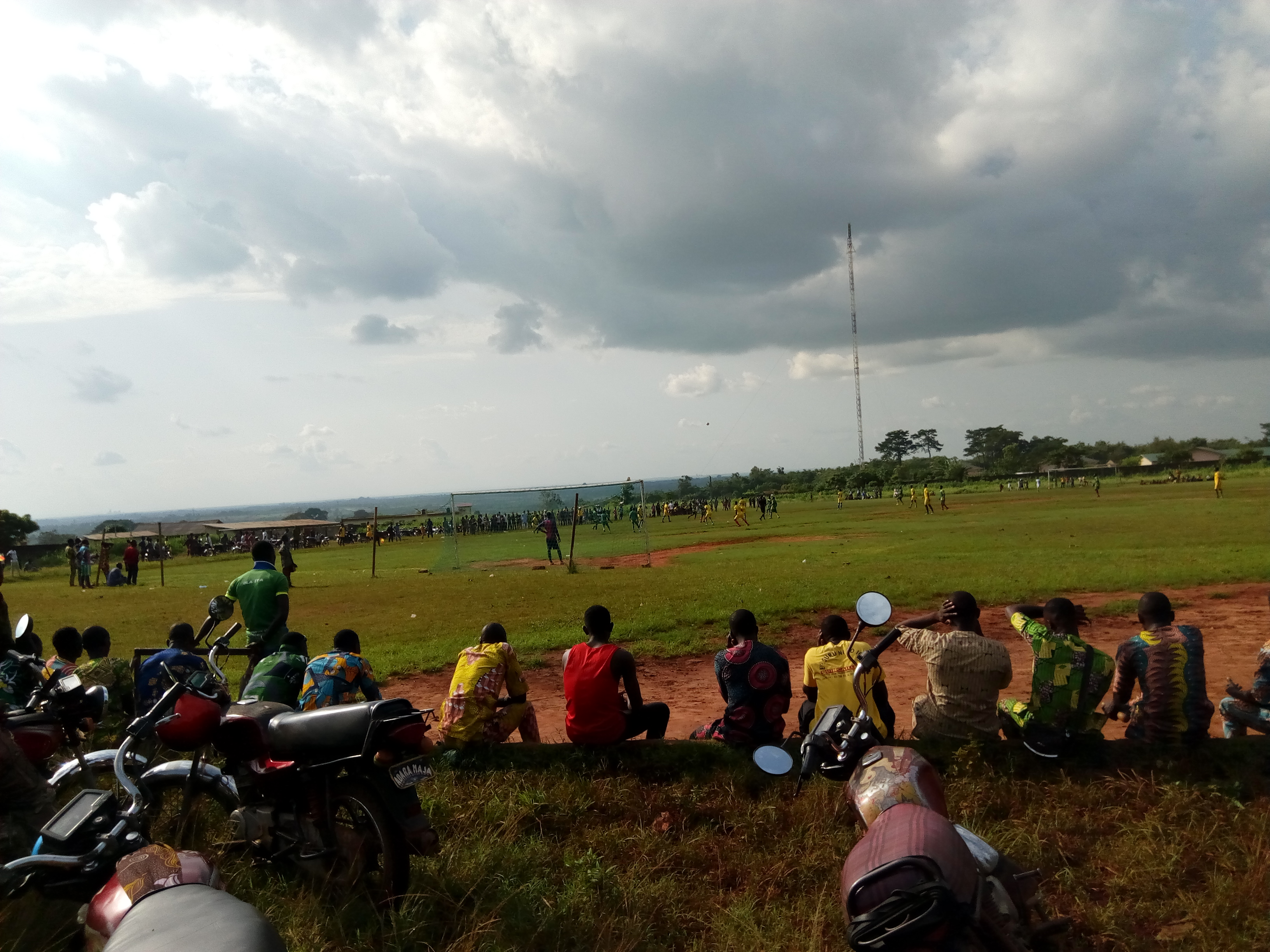
Match communal au stade Jean-Pierre Gascon.
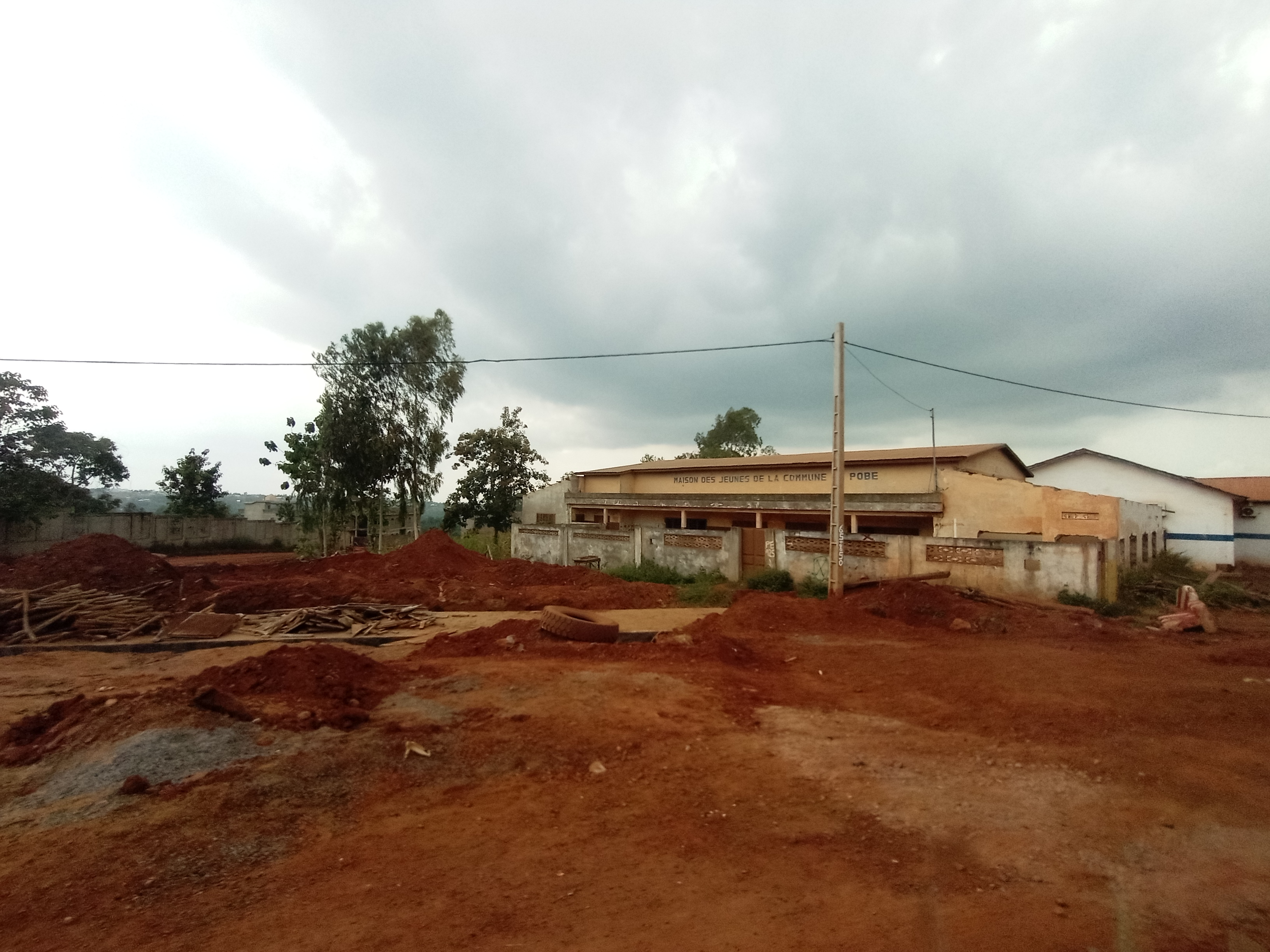
Maison des jeunes de la commune de Pobè

## Personnalités liées à la commune
- Pascal Abikanlou, cinéaste né à Pobè
- Florent Couao-Zotti, écrivain né à Pobè

## Galerie

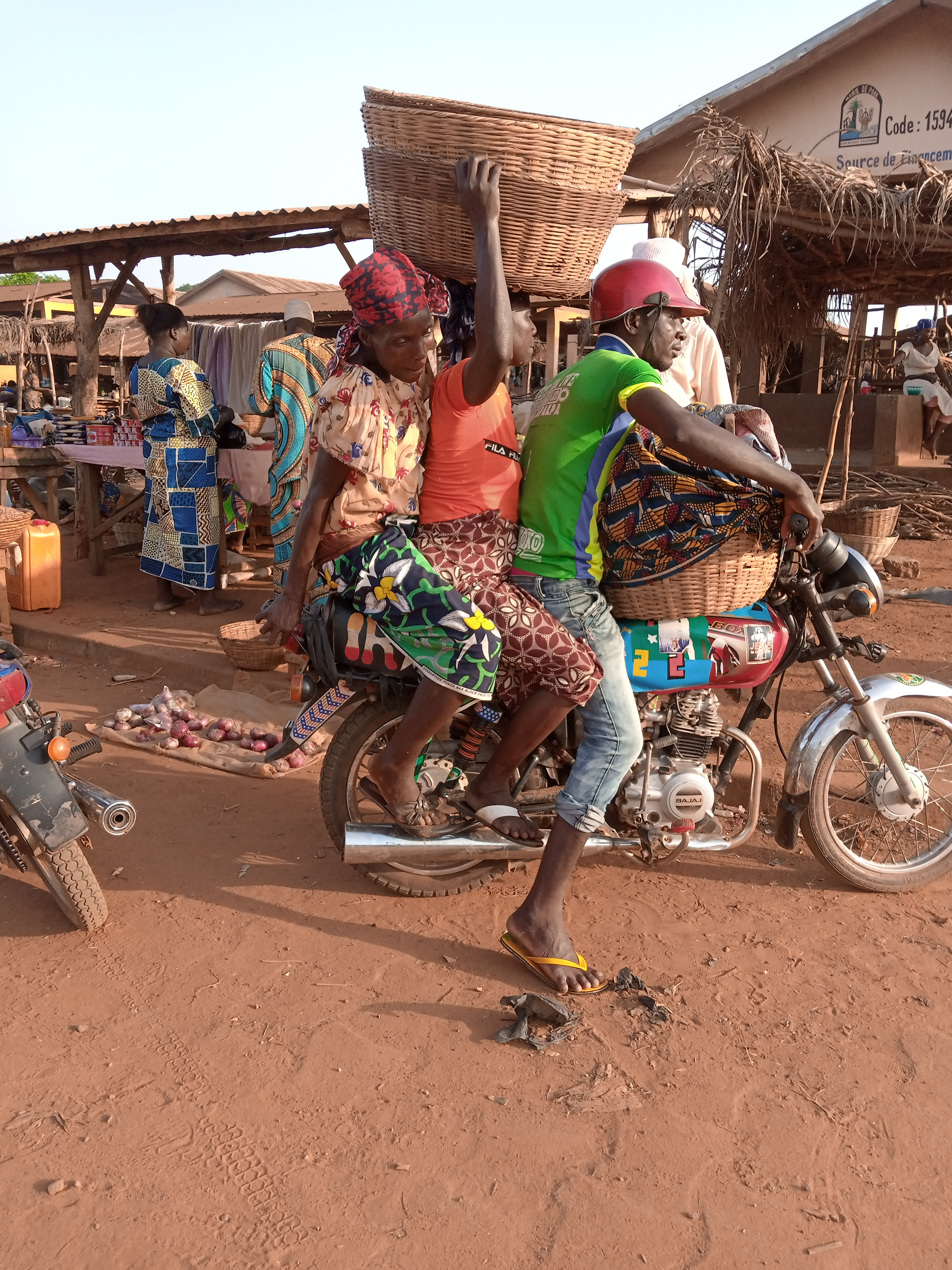
Un taximoto à Pobè
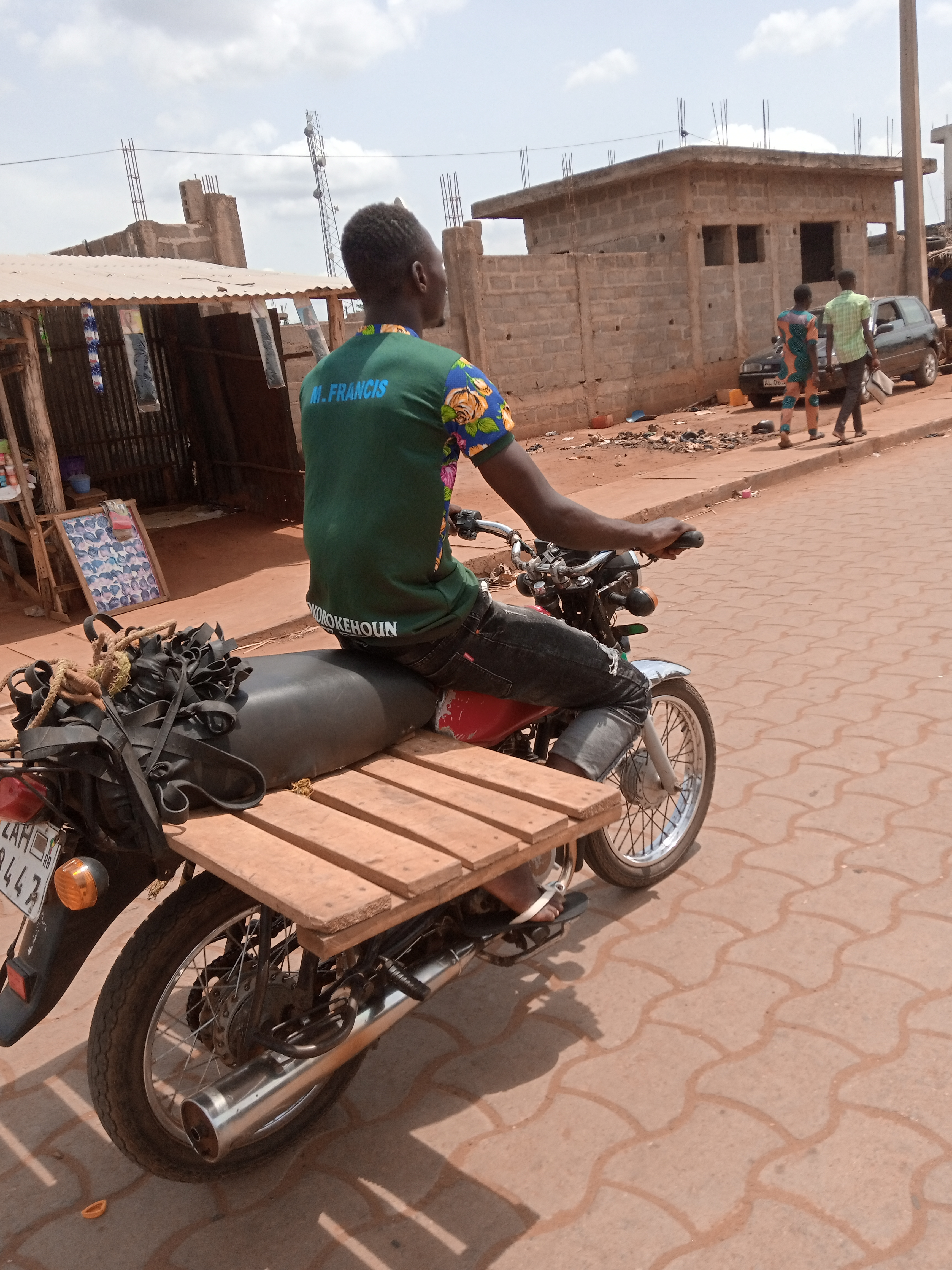
Un taximan à Pobé au Bénin.jpg
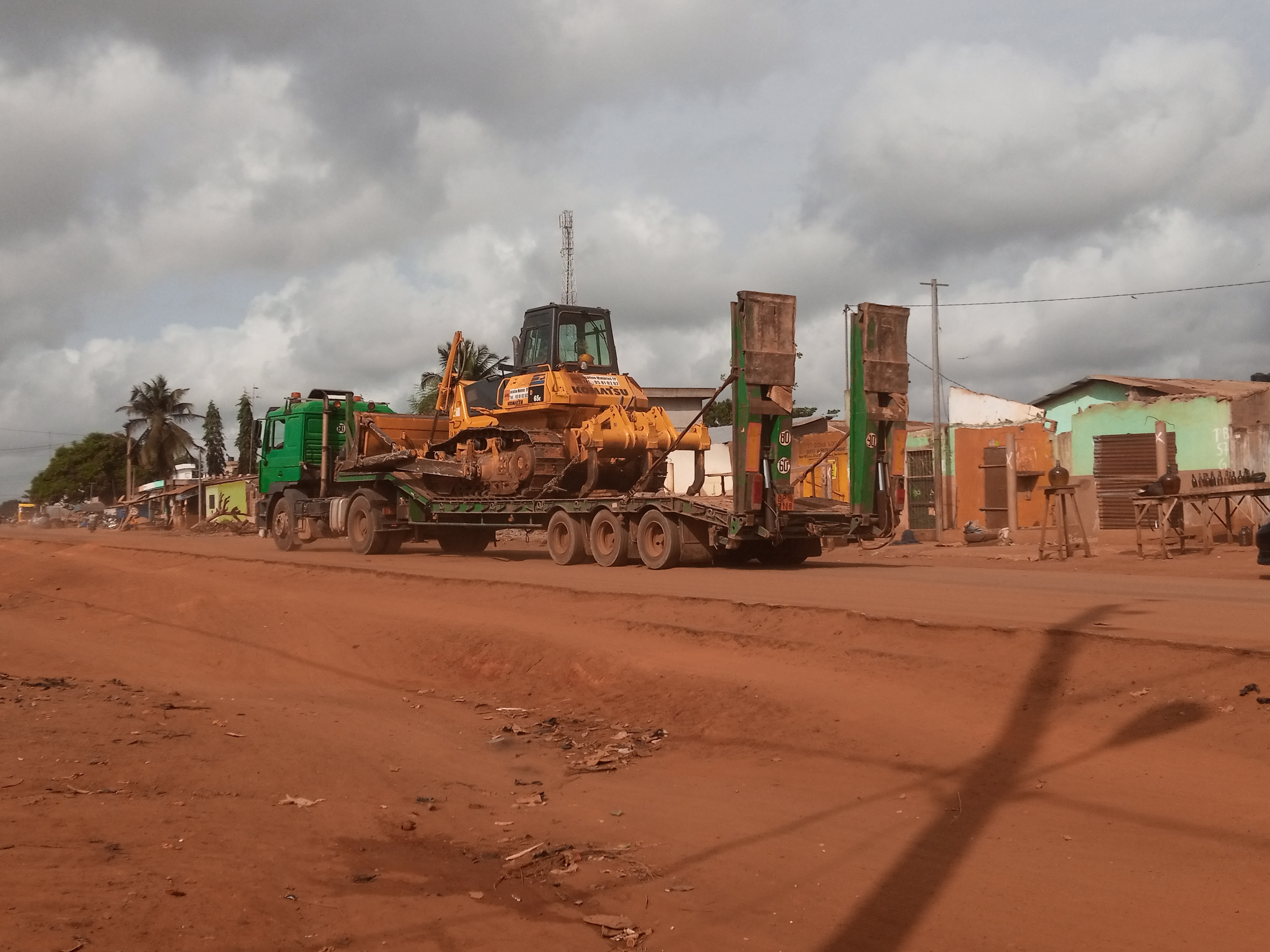
Voie inter État à Pobé
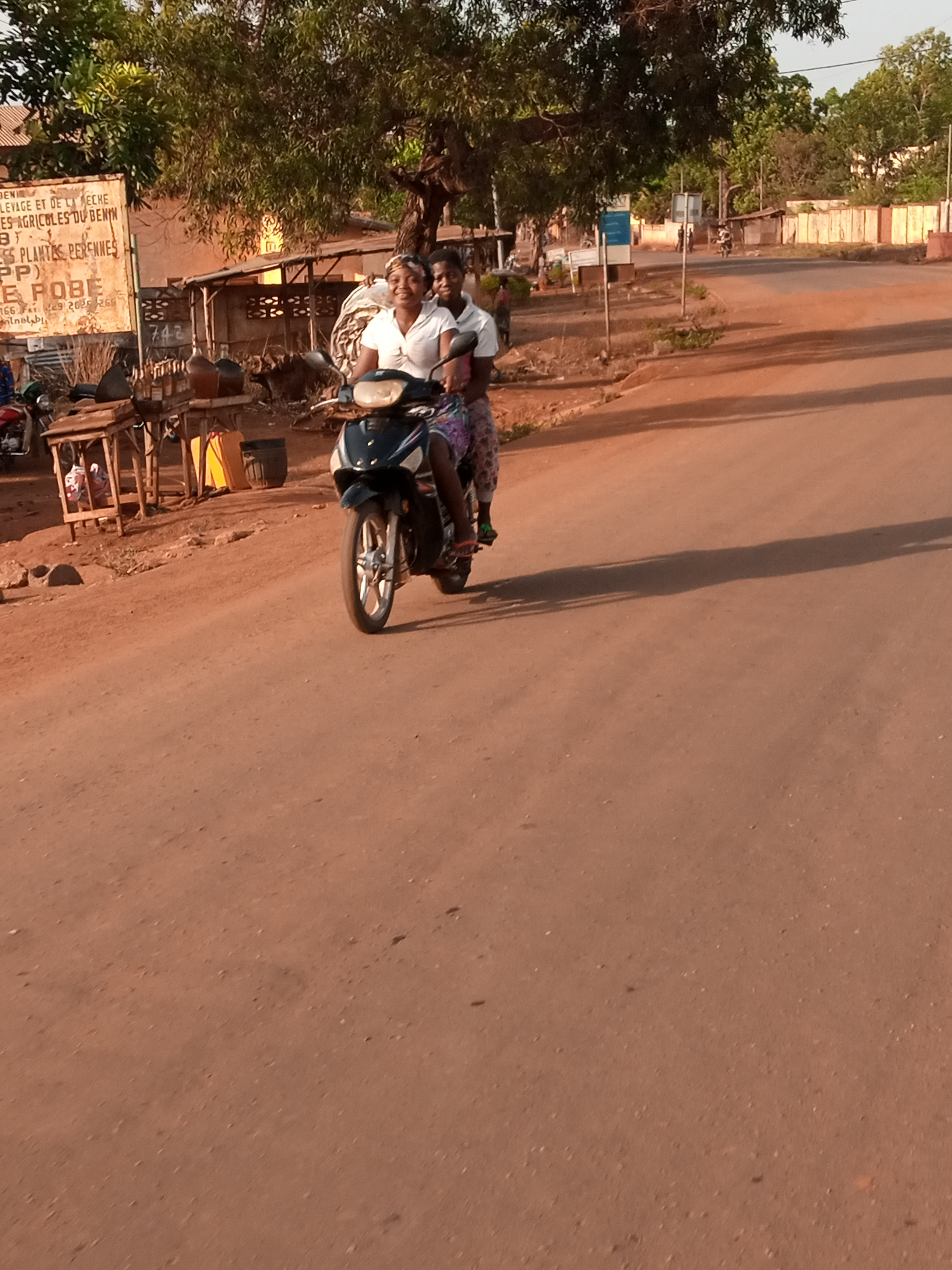
Transport à Pobé.jpg